# Conflitto armato colombiano
Il conflitto armato colombiano, o guerra civile colombiana, è un conflitto iniziato in Colombia negli anni '60 e in via di risoluzione grazie agli accordi fra il governo e le principali formazioni guerrigliere.
Le principali parti del conflitto erano inizialmente lo Stato colombiano e formazioni guerrigliere di estrema sinistra, in particolare le Forze armate rivoluzionarie della Colombia (FARC) e l'Esercito di Liberazione Nazionale (ELN). Negli anni Ottanta narcotrafficanti a capo dei cartelli della droga operanti nel Paese fondarono gruppi paramilitari per combattere la guerriglia, in certi momenti conducendo nel contempo una guerra aperta contro lo Stato (il cosiddetto narcoterrorismo).
Il conflitto ha inizio negli anni Sessanta con la fondazione delle FARC e di altri gruppi armati ispirati dalla rivoluzione cubana. Negli anni Ottanta quasi tutte le organizzazioni avviano dialoghi di pace col governo. Il ritorno alla legalità delle FARC è però impedito dagli assassini mirati compiuti dai paramilitari, mentre altre formazioni, fra cui l'M-19, abbandonano effettivamente la lotta armata nei primi anni Novanta, quando vengono anche sgominate le principali organizzazioni di narcotrafficanti. Nel nuovo secolo i paramilitari di destra firmano un accordo di pace col governo e smobilitano, mentre le FARC, dopo una lunga fase di declino, entrano in negoziati di pace con lo Stato, che conducono a un accordo nel 2016. Questo viene bocciato dal popolo colombiano con un referendum, ma in breve tempo le parti firmano un nuovo accordo che prepara la strada per la smobilitazione della guerriglia.
Le formazioni guerrigliere sono state accusate di trarre profitto dal traffico di droga, e per questo lo Stato colombiano ha ricevuto supporto nel conflitto da parte degli Stati Uniti e di altri Paesi, nell'ambito della cosiddetta guerra alla droga.

## Antefatti
Il periodo della storia della Colombia che va dalla fine degli anni Quaranta agli anni Cinquanta, noto come La Violencia, fu caratterizzato dalla lotta fra, da una parte, formazioni guerrigliere vicine al Partito Liberale e altre minori di ispirazione comunista, e dall'altra gruppi armati vicini al Partito Conservatore e le forze del governo, guidato inizialmente dai conservatori e poi da militari.
Queste violenze terminarono nel 1958 con l'accordo del Frente Nacional fra Partito Conservatore e Partito Liberale, col quale i due partiti crearono un sistema che prevedeva la codecisione e l'alternanza alla presidenza per i successivi sedici anni.

In seguito all'accordo il Presidente e generale golpista Gustavo Rojas Pinilla, che intendeva prolungare il proprio mandato di quattro anni, fu costretto a farsi da parte in favore di una giunta militare che guidò il Paese verso il ritorno alla democrazia. In seguito alle elezioni del 1958 essa cedette il potere al liberale Alberto Lleras Camargo, candidato presidente del Frente Nacional.
Col ritorno dei liberali alla vita politica democratica e la conseguente approvazione di amnistie, le guerriglie di ispirazione liberale consegnarono le armi.

Oltre ai liberali, però, avevano preso parte alla guerriglia anche gruppi comunisti, noti come Autodefensas Campesinas, nati con lo scopo di proteggere i contadini dal dilagare delle milizie conservatrici. Questi gruppi, non fidandosi pienamente del governo, optarono fra il 1957 e il 1960 per l'interruzione delle operazioni militari, senza però consegnare le armi.

Inoltre molti ex guerriglieri liberali, abbandonata la lotta partitica, continuarono le azioni violente compiendo furti e rapine ai danni dei latifondisti. Considerati ormai dal governo criminali comuni, furono chiamati bandoleros.

## Gli anni Sessanta: l'inizio del conflitto

### I primi gruppi

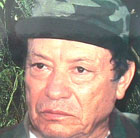
Il fondatore delle FARC Manuel Marulanda Vélez, o Tirofijo, presumibilmente negli anni Duemila

L'11 gennaio 1960 viene ucciso nel dipartimento di Tolima il leader comunista della regione, noto come Charro Negro. Questo evento spinge le Autodefensas Campesinas a riprendere l'attività di guerriglia sotto il comando di "Tirofijo", e segna secondo alcuni l'inizio di quello che diventerà un lunghissimo conflitto armato.

Nell'aprile del 1961 si riuniscono a Marquetalia le formazioni armate comuniste nel corso di quella che viene ricordata come la Prima Conferenza Guerrigliera.
Nei primi anni Sessanta, sull'onda dell'entusiasmo suscitato dalla rivoluzione cubana, nascono in Colombia diversi gruppi armati che cercano di imitare la strategia dei barbudos dando vita a piccoli "focolai rivoluzionari" nelle campagne. Fra questi vi sono il Movimiento Obrero Estudinatil Campesino (MOEC), l'Ejercito Revolucionario de Colombia (eliminati entrambi dalle forze armate nel 1961), il Frente Unido de Acción Revolucionaria (FUAR) e un gruppo il cui leader si chiamava Federico Arango Fonnegra.

Tutti questi tentativi falliscono in breve tempo.

### La nascita delle FARC
Nel 1962, con l'arrivo alla presidenza del conservatore Guillermo León Valencia sotto le insegne del Fronte Nazionale, ha inizio la cosiddetta "pacificazione", cioè il tentativo di eliminare il fenomeno del bandolerismo e di riportare sotto l'autorità dello Stato quelle aree del Paese che vengono etichettate come "repubbliche autonome", zone sotto il controllo di gruppi comunisti come le Autodefensas Campesinas.

Questa politica aggressiva è anche dettata dai timori conseguenti la rivoluzione cubana che queste esperienze possano evolversi e minacciare il governo.
Nel giro di tre anni i principali leader bandoleros vengono uccisi e alcuni tentativi di imitazione della rivoluzione cubana repressi, mentre la vastissima Operación Soberanía, tesa a riconquistare i territori controllati dalle Autodefensas Campesinas, ottiene solo un successo molto parziale. A fronte dell'avanzata militare governativa, cresce il numero delle imboscate tese alle forze armate dalla guerriglia, e, quando i territori vengono riconquistati, la fuga dei guerriglieri nonostante l'ampio dispiegamento di mezzi dell'esercito segna il mito fondativo di quelle che nel 1966 diventeranno le Forze Armate Rivoluzionarie della Colombia (FARC), per decenni principale gruppo armato del conflitto interno colombiano.
L'Operación Soberanía contro quella che viene chiamata "Repubblica di Marquetalia" (il più importante fra i territori controllati dalle Autodefensas Campesinas) ha inizio nel maggio del 1964, e nel giro di un mese il governo può annunciare la completa riconquista della zona. I gruppi armati, però, riescono a scappare rifugiandosi a Riochiquito, nel territorio controllato da Ciro Trujillo Castaño, loro alleato. Da qui, nel luglio 1964 formulano il programma agrario della guerriglia, fulcro della loro proposta politica, e, insieme ad altre formazioni comuniste, costituiscono il Blocco Sud, con Tirofijo come comandante, Ciro Trujillo Castaño come vice e Jacobo Arenas, inviato dal Partito Comunista pochi mesi prima, come ideologo.

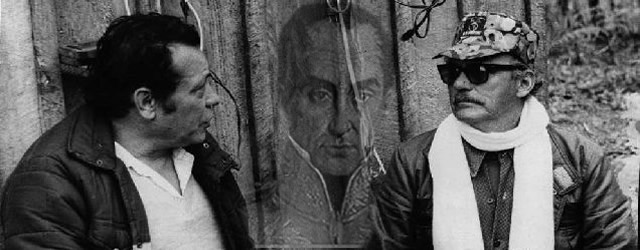
Manuel Marulanda Vélez e Jacobo Arenas.

Il 15 settembre 1965 anche l'enclave di Riochiquito viene conquistata dalle forze governative, e il Blocco Sud è costretto a trasformarsi definitivamente in una guerriglia di movimento.

Fra il 25 aprile e il 5 maggio 1966 ha luogo la Seconda Conferenza Guerrigliera, che vede il Blocco Sud prendere il nome di Fuerzas Armadas Revolucionarias de Colombia (FARC) e dotarsi di un regolamento interno, di una gerarchia e di un piano militare di scala nazionale.
Dopo un lungo silenzio, il 3 marzo 1967 le FARC uccidono in un'imboscata a La Perdiz 16 militari e si impadroniscono delle armi, in quella che viene ricordata come la loro prima azione.

### La nascita dell'ELN e dell'EPL
Nel 1964 nasce su iniziativa di Fabio Vásquez Castaño un altro gruppo guerrigliero che avrà un ruolo di rilievo nel conflitto. Come altri gruppi armati nati negli anni precedenti, l'idea di base è di imitare la rivoluzione cubana creando un piccolo "focolaio di guerriglia" destinato a espandersi. Dopo un periodo di addestramento a Cuba fra il 1962 e il 1963, il nuovo gruppo prende il nome di Brigada pro liberación Jose Antonio Galán e sceglie come zona di operazioni San Vicente de Chucurí. Il 4 luglio 1964 il gruppo cambia nome in Ejército de Liberación Nacional (Esercito di Liberazione Nazionale, o ELN).

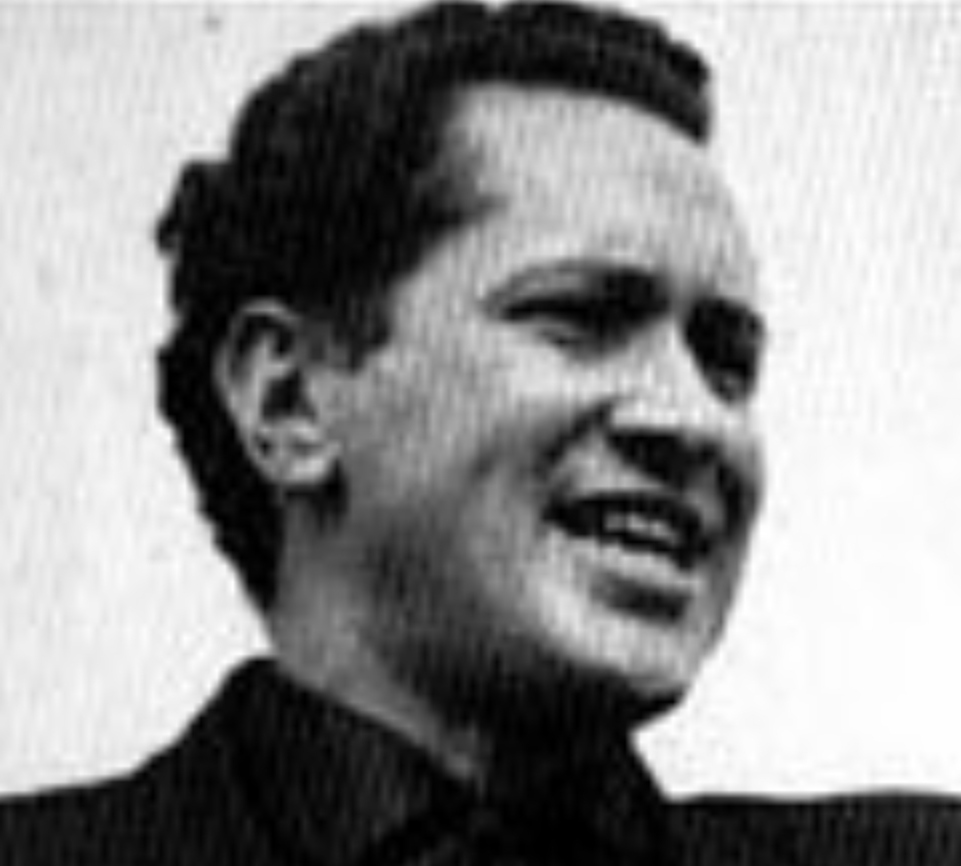
Il sacerdote e guerrigliero dell'Esercito di Liberazione Nazionale Camilo Torres, sostenitore della Teologia della Liberazione

La prima azione del gruppo ha luogo il 7 gennaio 1965, quando muoiono in un'imboscata cinque militari e un civile. L'ELN raggiunge una grande notorietà in tutto il Paese quando nell'ottobre 1965 il sacerdote e sostenitore della Teologia della Liberazione Camilo Torres Restrepo entra nelle sue file. Morirà in combattimento quattro mesi dopo.
Nel 1965 la corrente maoista del Partito Comunista Colombiano abbandona il partito per fondare il Partito Comunista Colombiano Marxista-Leninista. Nel dicembre del 1967 il suo braccio armato, chiamato Ejercito Popular de Liberación (Esercito Popolare di Liberazione, o EPL) inizia le sue operazioni nel nord-ovest del Paese.
Dopo la vittoria alle elezioni del 1966, il liberale Carlos Lleras Restrepo, candidato del Frente Nacional, cerca di risolvere le cause che fanno sì che la guerriglia goda di un certo sostegno fra i contadini. Vara perciò una riforma agraria volta a ridistribuire ai coltivatori i latifondi improduttivi, e incoraggia l'organizzazione sindacale dei contadini per dare al governo interlocutori chiari e riportare lo Stato nelle campagne.
La riforma agraria si rivela però fallimentare, frenata da troppe resistenze, mentre la principale organizzazione sindacale di contadini si politicizza avvicinandosi a correnti di estrema sinistra. Nei primi anni Settanta, sotto il governo del conservatore Misael Pastrana Borrero, considerato vicino ai latifondisti, l'organizzazione contadina diventa un problema per la sicurezza, in quanto incoraggia e guida l'occupazione illegale dei latifondi da parte dei contadini come reazione all'insufficiente redistribuzione di terre.

## Gli anni Settanta: il consolidamento della guerriglia

### Lo stallo della lotta
Per tutto il decennio successivo alla sua fondazione nel 1966, la lotta armata delle FARC non fa passi avanti decisivi. Fra i duri colpi che subisce da parte del governo c'è l'uccisione di Ciro Trujillo Castaño il 5 ottobre 1968.

Ciononostante, le FARC riescono poco a poco, col sostegno della popolazione contadina, a imporsi come unica autorità di fatto delle regioni in cui operano, in ragione dell'assenza dello Stato.
Fino a metà degli anni Settanta l'ELN, pur colpito da diserzioni e conflitti interni, è considerato la formazione guerrigliera più pericolosa per il governo. In risposta alle loro azioni, nel settembre 1973 ha inizio un'operazione su larga scala dell'esercito, nel corso della quale un'intera colonna del gruppo armato viene distrutta, e vengono uccisi i due fratelli di Vasquez Castaño, che la guidano.

Il secondo in capo diserta, mentre il fondatore e leader dell'ELN Vasquez Castaño viene destituito dai suoi stessi uomini e fugge in esilio volontario a Cuba.

L'ELN, pur continuando a esistere, esce da questi eventi notevolmente indebolito.
Anche l'EPL non riesce a consolidarsi a causa delle divisioni interne e della pressione esercitata delle forze armate fin dai mesi immediatamente successivi alla sua fondazione. Subisce il colpo più duro con l'uccisione in combattimento del suo fondatore e leader Pedro León Arboleda nel luglio del 1975.

### La nascita dell'M-19

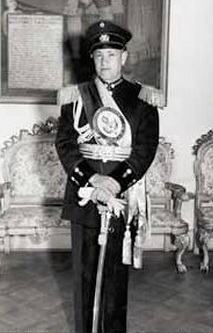
Il generale Gustavo Rojas Pinilla, Presidente della Colombia fra il 1953 e il 1957 grazie a un golpe militare e candidato alle elezioni del 1970

Le elezioni del 1970 sono le ultime coperte dall'accordo di alternanza al potere fra conservatori e liberali chiamato Frente Nacional. In base all'accordo la presidenza spetta al Partito Conservatore, che sceglie Misael Pastrana Borrero. Tuttavia, molti dissidenti liberali e conservatori si allineano dietro la candidatura del partito Alleanza Nazionale Popolare (ANAPO) dell'ex generale Gustavo Rojas Pinilla, che era già stato Presidente fra il 1953 e il 1957 in seguito a un colpo di stato militare, ed era stato costretto alle dimissioni proprio dall'accordo del Frente Nacional.

Il generale è ora considerato una personalità populista e di sinistra, ma ciò che più tiene insieme i suoi sostenitori è la comune opposizione al Frente Nacional.
Il Presidente in carica si schiera contro il generale. La notte delle elezioni i primi spogli elettorali registrano un vantaggio di Rojas Pinilla, ma l'indomani il risultato inizia a ribaltarsi. Davanti ad accuse di brogli e al rischio di una rivolta da parte dei sostenitori di Rojas Pinilla, il Presidente proclama lo stato d'assedio e il coprifuoco, e il generale e altri dirigenti dell'ANAPO vengono tenuti agli arresti domiciliari.

Misael Pastrana Borrero viene infine proclamato vincitore con circa 60000 voti di scarto (l'1,6% del totale).
Il 16 gennaio 1973, sotto la guida carismatica di Jaime Bateman Cayon, viene fondato il Movimiento 19 de April (Movimento 19 aprile, o M-19), movimento di guerriglia urbana che si richiama già nel nome a quello che è percepito come il "furto" del risultato elettorale del 19 aprile 1970.

Mentre fino a questo momento la guerriglia era rimasta confinata nelle campagne, lontano dalle élite socio-economiche del Paese, l'M-19 si propone di portarla nelle città. Il gruppo compie la sua prima azione il 17 gennaio 1974 rubando la spada di Simón Bolívar, custodita fino a quel momento nel museo della Quinta di Bolívar a Bogotà. L'arma diventa il simbolo della loro lotta.

### La presidenza Michelsen
Nel 1974 si tengono le prime elezioni successive al periodo di transizione di sedici anni creato dal Frente Nacional. A vincere è il candidato liberale Alfonso López Michelsen, col 56% dei voti e un margine del 25% sul secondo arrivato. López Michelsen era uscito dal Partito Liberale nel 1959 per fondare il Movimento Rivoluzionario Liberale (MRL), giudicando il patto del Frente Nacional antidemocratico. Col MRL, schierato nettamente a sinistra, si era candidato alle elezioni del 1962 contro il conservatore del Frente Nacional Guillermo León Valencia, ma dopo il ritorno dei liberali al potere era rientrato nel Partito Liberale nel 1967.

La sua elezione è dunque una vittoria dell'ala più di sinistra del Partito Liberale. Appena eletto López Michelsen promuove una politica di apertura ai movimenti sindacali e di negoziazione con le formazioni guerrigliere, e in particolare con l'ELN, che in questo periodo è giudicato prossimo alla sconfitta definitiva. Proprio per questo le forze armate sono contrarie a un accordo, ritenendo possibile eliminare militarmente l'ELN, che comunque da parte sua rifiuta la proposta di dialogo. Lo stesso accade con le FARC.

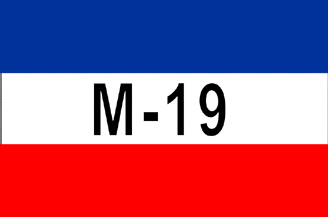
Bandiera dell'M-19

Intanto l'ELN riesce a riorganizzarsi sotto la guida del cura Pérez (il prete Pérez), un sacerdote spagnolo che guiderà l'organizzazione armata per circa 25 anni. La nuova base operativa viene stabilita nel nord del Paese, nella Sierra de Perijá, vicino al confine col Venezuela.
La difficile situazione economica del Paese porta a un rafforzamento delle sigle sindacali più radicali, che indicono uno sciopero civico nazionale per il 14 settembre 1977. Il governo reprime con forza la protesta, che giudica sovversiva, e nel corso della giornata muoiono 22 persone.

Sull'onda dello shock generato dalla repressione, le organizzazioni di guerriglia guadagnano consenso e adesioni ed espandono notevolmente le rispettive zone di azione.
Alle elezioni presidenziali del 1978 vota meno della metà degli aventi diritto. Risulta eletto il liberale Julio César Turbay Ayala, che, per far fronte al rafforzamento della guerriglia, utilizza i poteri derivanti dallo stato d'assedio (in vigore a periodi alterni da circa trent'anni) per varare il 6 settembre 1978 lo Statuto di Sicurezza, che limita le libertà di movimento e di espressione ed espande l'autorità delle corti marziali sui civili. Anche i sindacati sono oggetto dell'offensiva del governo.

Durante il suo mandato vengono varate leggi di amnistia per convincere i gruppi guerriglieri ad abbandonare le armi. Queste proposte vengono però respinte dalle formazioni armate.

## Gli anni Ottanta: la nascita del narcotraffico e il primo processo di pace

### Espansione delle guerriglie
Nel 1980 l'EPL abbandona la dottrina maoista e, mentre dà inizio alla formazione di nuclei di guerriglia urbana, sperimenta anche l'utilizzo di metodi democratici di lotta.
Nel 1978 e nel 1980 l'M-19 mette a segno due operazioni dal forte impatto mediatico. Nella prima penetra in un deposito militare e trafuga circa 5000 armi. Nel 1980, invece, in seguito a un'irruzione nella sede dell'ambasciata della Repubblica Dominicana, dove si teneva un ricevimento, un gruppo di guerriglieri prende in ostaggio sedici diplomatici, fra cui gli ambasciatori degli Stati Uniti, della Santa Sede e di vari altri Paesi. La presa d'ostaggi durerà oltre due mesi, fino a quando il governo colombiano non accetta di pagare un riscatto di tre milioni di dollari e di consentire lo spostamento a Cuba di sequestratori e ostaggi, dove questi ultimi vengono poi liberati.

La reazione dell'esercito nei mesi successivi indebolisce però notevolmente l'M-19: numerosi dirigenti vengono arrestati o uccisi e il movimento è costretto ad abbandonare la guerriglia urbana, fino a questo momento suo tratto distintivo, e a rifugiarsi nelle campagne.
Le FARC conoscono invece fra la fine degli anni Settanta e metà degli anni Ottanta un'enorme espansione, che consente loro di aprire nuovi fronti di guerriglia in molte zone dell'intero Paese.

Nel 1982, definendosi un esercito rivoluzionario, aggiungono al proprio nome la dicitura di Ejército del Pueblo (Esercito del Popolo, FARC-EP) e si dotano di un piano militare volto alla conquista dell'intero Paese. Di questo piano fa parte la creazione di un "Blocco Orientale" verso il confine col Venezuela, Blocco che diventerà la suddivisione più importante dell'organizzazione guerrigliera.

### La nascita del paramilitarismo
Nel corso degli anni Settanta la Colombia era divenuta un crocevia del traffico internazionale di cocaina. L'assenza dello Stato in ampie aree del Paese aveva infatti consentito di impiantare qui inizialmente laboratori per processare la coca, e poi anche piantagioni.

L'espansione del traffico di droga si incrocia all'inizio degli anni Ottanta con l'espansione della presenza delle FARC. Dopo un iniziale rifiuto dell'attività del narcotraffico, l'organizzazione decide poi di sottoporla invece al sistema di "tassazione" (o estorsione) sviluppato nelle aree sotto il suo controllo.

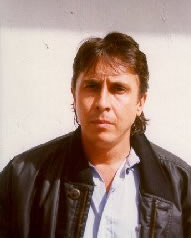
Fabio Ochoa Vásquez, il più giovane dei tre fratelli Ochoa e narcotrafficante del cartello di Medellín. Quando viene sequestrata la sorella i tre formano MAS, il primo gruppo paramilitare colombiano, e ne ottengono la liberazione

Nel 1981 l'M-19 sequestra Martha Nieves Ochoa, sorella dei boss del narcotraffico Ochoa: Jorge Luis, Juan David e Fabio, esponenti del Cartello di Medellín. Questi reagiscono creando un gruppo chiamato Muerte A Secuestradores (Morte Ai Sequestratori, o MAS), considerato il primo gruppo del moderno paramilitarismo colombiano.

Ciascuno dei membri del gruppo porta armi, e si mette al servizio del più potente boss del narcotraffico, che già disponeva di un'organizzazione militare ai suoi ordini: Pablo Escobar.

Il MAS, che gode della complicità delle forze dello Stato, uccide oltre duecento persone fra miliziani dell'M-19, collaboratori e loro parenti, fino alla liberazione di Nieves Ochoa nel 1982.
Visto il successo, il modello del MAS viene esportato in altre regioni, dove nuovi gruppi paramilitari si dedicano all'uccisione non solo di membri attivi della guerriglia, ma anche di politici di sinistra.

Nel 1982 viene fondata a Puerto Boyacá l'Asociación Campesina de Ganaderos y Agricultores del Magdalena Medio (Associazione Contadina di Allevatori e Agricoltori del Magdalena Medio, ACDEGAM), una forza legale di autodifesa che combatte la guerriglia col sostegno dell'esercito. Il boss del narcotraffico Rodriguez Gacha, detto El Mexicano, la sostiene con finanziamenti e armi.
Nel 1981 le FARC-EP avevano rapito a scopo di estorsione un ricco possidente e politico di estrema destra di nome Jesús Castaño, che era stato ucciso durante la prigionia. I suoi figli Fidel e Carlos Castaño, coinvolti nel narcotraffico e vicini a Pablo Escobar, diventano così negli anni seguenti fra i più agguerriti organizzatori di gruppi paramilitari dediti alla lotta alla guerriglia e a omicidi di esponenti politici vicini alle FARC.

Il primo di questi gruppi, noto come Los Tangueros viene creato da Fidel nel 1983 ingaggiando un centinaio di uomini, che si fanno conoscere per le loro azioni brutali anche contro civili inermi. Godono comunque del sostegno di molti allevatori, stufi delle estorsioni della guerriglia. Nel 1983 Carlos Castaño va in Israele per un anno per addestrarsi in tecniche di controguerriglia.
I gruppi paramilitari che nascono nei primi anni Ottanta per combattere la guerriglia sono formalmente legali: negli anni Sessanta erano state infatti varate leggi per consentire la creazione di milizie antiguerrigliere private.

### Il processo di pace del governo Betancur
Alle elezioni del 1982 si sfidano l'ex Presidente liberale Alfonso López Michelsen e l'esponente conservatore Belisario Betancur, che propongono due diverse vie per raggiungere la pace. Vince Betancur, che, riconoscendo il carattere politico della guerriglia, riduce l'utilizzo della forza militare per favorire il dialogo. Promuove così la creazione di una Commissione di Pace e una nuova legge di amnistia, approvata il 18 novembre 1982, che fa tornare in libertà un centinaio di ex guerriglieri.

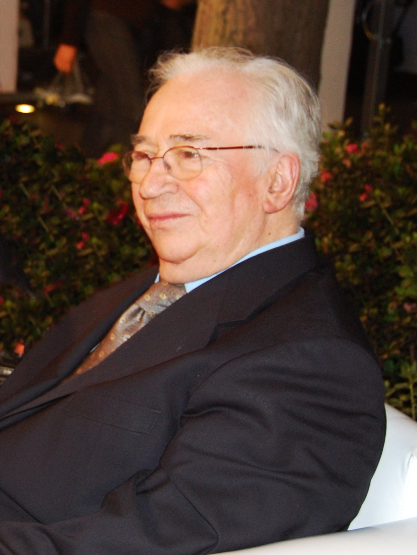
Il Presidente Belisario Betancur. Durante la sua presidenza (1982-1986) ha luogo il primo processo di pace con la guerriglia.

FARC, M-19, EPL e Autodefensa Obrera (ADO) accettano la proposta di dialogo, che, dopo una tregua, il 28 marzo 1984 porta a un cessate il fuoco fra governo e FARC-EP (Accordi di La Uribe) e alla creazione di una Commissione di Verifica. L'opposizione di parte dell'esercito a un accordo con l'M-19 porta a frequenti scontri fra l'organizzazione e le forze armate, e le imboscate dell'M-19 rendono più difficile il raggiungimento di una tregua col gruppo, il cui leader Jaime Bateman Cayon era intanto morto in un incidente aereo nell'aprile del 1983.

Ciononostante, viene creata una Commissione Nazionale di Negoziazione e Dialogo, che porta fra il 23 e il 24 agosto alla firma di accordi simili a quelli stipulati con le FARC-EP anche con M-19, EPL e ADO.
Emergono tuttavia alcuni fronti contrari al dialogo. Il comandante dell'esercito Miguel Vega Uribe esprime la sua contrarietà, e il Ministro della Difesa Fernando Landazábal viene destituito a causa dei suoi disaccordi col governo.

Anche all'interno delle FARC-EP l'accordo non è totale, e una delle sue suddivisioni, chiamata Fronte Ricardo Franco, respinge il cessate il fuoco e prosegue le operazioni.
L'ELN, invece, uscito da un lungo periodo di assestamento, rifiuta il dialogo in blocco, e fra il 1983 e il 1986 vede il numero dei suoi membri passare da un centinaio a circa mille, grazie anche alle disponibilità finanziarie derivanti da estorsioni e rapine ai danni soprattutto delle imprese energetiche e minerarie.
Fra le organizzazioni firmatarie degli accordi, invece, il rispetto del cessate il fuoco è a rischio soprattutto con l'M-19. Fra il dicembre 1984 e il gennaio 1985 l'esercito attacca uno dei principali accampamenti della formazione, fino al raggiungimento di un nuovo cessate il fuoco fra la formazione e il governo.

La tensione rimane però alta, e il governo vieta un congresso dell'M-19 a Bogotà per timore che si riveli un'occasione di fare proselitismo, accusa che già grava sui cosiddetti Campamentos de paz aperti dall'organizzazione nelle principali città del Paese.
Nel 1985 le tre commissioni create negli ultimi anni (di Pace, di Verifica, e di Negoziazione e Dialogo) vengono unificate nella Commissione di Pace, Dialogo e Verifica, con l'obiettivo di formulare proposte politiche e sociali e composta da esponenti dei due principali partiti, della guerriglia e da leader della sinistra. Questo organismo viene criticato dal Congresso.
Ha inizio in questo periodo una campagna di assassini mirati a danno di guerriglieri amnistiati e di esponenti della sinistra. Il leader dell'M-19 Antonio Navarro Wolff è vittima nel maggio del 1985 di un attentato che lo lascia gravemente ferito.

L'M-19 reagisce annunciando la fine della tregua il 20 giugno, e il 28 uccide in un assalto a Génova otto poliziotti, due militari e cinque civili. Nei mesi successivi la guerra fra Stato e M-19 riprende con pieno vigore.
Il 6 novembre l'M-19 assalta il Palazzo di Giustizia prendendo in ostaggio 350 persone. L'esercito attacca in forze, dando inizio a una battaglia che lascia sul campo oltre cento persone, inclusi tutti i membri del commando guerrigliero e la maggior parte dei membri della Corte costituzionale.

In seguito a questo attacco l'offensiva delle forze armate contro l'M-19, favorita anche dalla tregua del governo con le FARC, debilita notevolmente il gruppo, che non si riprenderà più.

In seguito all'assassinio del suo leader Óscar William Calvo, anche l'EPL abbandona la tregua e riprende la lotta armata. Le uniche organizzazioni che continuano a rispettare il cessate il fuoco sono le FARC-EP e l'ADO, mentre le altre formazioni si riuniscono nella Coordinadora Nacional Guerrillera.
Fra il novembre 1985 e il gennaio 1986 esponenti dell'ala non dialogante delle FARC-EP Fronte Ricardo Franco uccidono brutalmente a Tacueyó più di 160 membri dello stesso Fronte, accusati di essere infiltrati dell'esercito e della CIA. Il massacro fa scalpore e provoca una netta condanna anche da parte dei vari movimenti guerriglieri.
Le FARC, unica formazione ancora all'interno del processo di pace, partecipa alle elezioni del 1986 come parte, insieme al Partito Comunista, dell'Unione Patriottica (UP), che ottiene 11 seggi in Parlamento e decine di consiglieri comunali e dipartimentali.

### Narcotraffico e violenze
Sotto la presidenza Betancur viene ventilata la possibilità della legalizzazione del mercato della droga e della partecipazione dei boss del narcotraffico alla vita sociale, politica ed economica del Paese.

In questa atmosfera nascono partiti politici guidati da narcotrafficanti, come 
il Movimiento Latino Nacional di Carlos Lehder e Civismo en Marcha di Pablo Escobar, che viene eletto alla Camera dei Rappresentanti.

Il loro progetto non ha però successo a causa dell'opposizione dei partiti tradizionali, e in particolare del leader del Nuovo Liberalismo Luis Carlos Galán, che si oppone strenuamente alla narcopolitica.
Fra il 1983 e il 1984 si ha un tentativo di dialogo fra narcopolitica e governo, nel corso del quale quest'ultimo negozia l'abbandono della vita politica da parte dei narcotrafficanti in cambio dell'opposizione del governo a un trattato di estradizione con gli Stati Uniti.

Lo smantellamento di un complesso di produzione della cocaina noto come Tranquilandia e controllato dal Cartello di Medellín nel marzo del 1984 sancisce però la fine di questa tregua: il mese successivo sicari del Cartello di Medellin uccidono il Ministro della Giustizia Rodrigo Lara Bonilla.

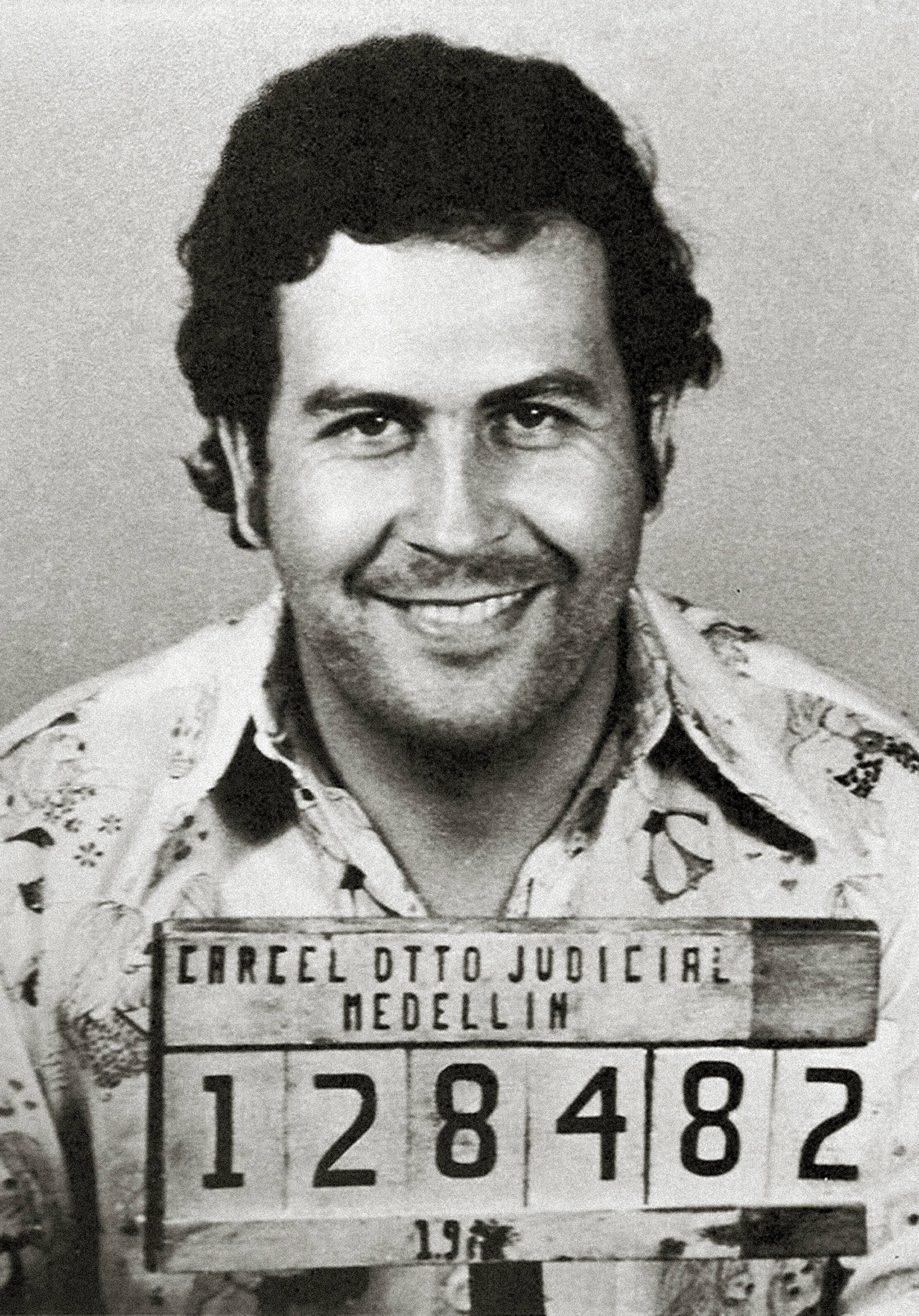
Il boss del narcotraffico e leader del cartello di Medellín Pablo Escobar nel 1981

Il governo reagisce ratificando e implementando il trattato di estradizione dei narcotrafficanti con gli Stati Uniti e espandendo lo stato di assedio a tutto il Paese. Viene inoltre varata nel 1986 una nuova legislazione sugli stupefacenti che dà il via alla prima guerra del governo contro il narcotraffico, con sequestri di beni, aumenti di pene ed espansione del codice penale militare ai delitti legati al traffico di droga.

Il gruppo narcotrafficanti che da questo momento porta avanti una guerra contro lo Stato è noto come Los Extraditables ("Gli Estradabili", con riferimento al rischio di estradizione verso gli Stati Uniti che i boss della droga temevano). Loro leader è Pablo Escobar.
In questo periodo l'attenzione dello Stato e dei media si concentra prevalentemente sugli esponenti del Cartello di Medellin. Il Cartello di Cali, l'altro grande cartello della droga, è più in ombra, né ci sono forti conflitti fra i due cartelli, che agiscono in aree diverse.

Nel 1987 viene arrestato ed estradato Carlos Lehder Rivas, uno dei principali boss del Cartello di Medellín. Nel mese di novembre viene invece catturato Jorge Luis Ochoa, altro alleato di Escobar. Gli Estradabili ritengono la cattura conseguenza di una soffiata da parte del Cartello di Cali. Benché Ochoa venga in seguito liberato, a partire da questo momento Gli Estradabili portano avanti una doppia guerra: da un lato, contro lo Stato per ottenere il divieto di estradizione, e dall'altro contro il Cartello di Cali e il suo boss Hélmer "Pacho" Herrera.
A metà degli anni Ottanta le città della Colombia conoscono un netto aumento della criminalità e della violenza: bande di narcotrafficanti e di criminali comuni controllano interi quartieri delle principali città e il tasso di omicidi cresce vertiginosamente. La risposta violenta della polizia non fa che aggravare il problema.

La campagna di omicidi dei narcos va avanti dentro e fuori dalla Colombia ai danni di testimoni di giustizia, forze dell'ordine, giudici e politici nemici.

Alcuni narcotrafficanti cercano di sviluppare contatti con la guerriglia per unire le armi contro il governo colombiano e contro gli Stati Uniti, avversati naturalmente non per motivi ideologici ma perché principali sostenitori della lotta internazionale al narcotraffico e dell'estradizione dei boss della droga.

### Il narcoterrorismo
Alle presidenziali del 1986 viene eletto col 58% dei voti il liberale Virgilio Barco, che per la prima volta dal 1958 forma un governo di partito, anziché proseguire nella parità di posti fra liberali e conservatori iniziata col Frente Nacional.

Sotto il suo governo vengono avviati programmi per fornire beni e servizi essenziali a tutti i cittadini eliminando la povertà assoluta e per stimolare la crescita economica soprattutto nelle aree rurali più povere, quelle interessate dall'attività della guerriglia. Questi programmi non hanno però particolare successo.

Si fanno anche passi verso una maggiore democrazia e più decentramento amministrativo, decidendo ad esempio l'elezione popolare diretta dei sindaci. Le prime elezioni di questo tipo si terranno nel 1988.

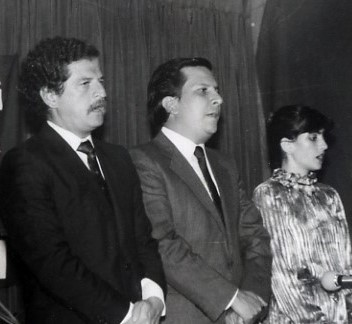
Il leader del Partito Liberale Luis Carlos Galán (a sinistra) accanto a Rodrigo Lara Bonilla e Nancy Restrepo de Lara.

Va avanti nel frattempo la guerra allo Stato degli Estradabili. Il 18 agosto 1989 sicari al soldo di Rodriguez Gacha uccidono colui che avrebbe dovuto essere il candidato alla presidenza del 1990 per il Partito Liberale, Luis Carlos Galán, da anni in prima linea contro i narcotrafficanti.

Davanti a questa doppia emergenza lo Stato cerca di porre fine alle esecuzioni politiche compiute da paramilitari e narcotrafficanti varando nel 1989 una serie di decreti che autorizzano fra l'altro la detenzione in condizioni di isolamento per lunghi periodi, facilitano l'estradizione, vietano la consegna di armi a gruppi privati da parte dell'esercito (prima legale), impongono la preventiva concessione di un'autorizzazione del governo per la formazione di nuove milizie private, mettono fuori legge i gruppi paramilitari e di autodifesa, e creano una forza di polizia dedicata alla lotta al paramilitarismo.

Gli Estradabili rispondono dichiarando pubblicamente guerra totale allo Stato. Fra il settembre e il dicembre del 1989 una serie di attentati dinamitardi contro edifici governativi ed esercizi commerciali scuote tutte le principali città del Paese, e le vittime del narcoterrorismo ammontano in questo periodo a più di 300.
Il 23 novembre Pablo Escobar riesce a sfuggire a un raid delle forze dell'ordine alla Hacienda El Oro, nel corso del quale vengono uccisi due dei suoi uomini (fra cui suo cognato) e 55 vengono arrestati.

Il 27 una bomba messa a bordo da sicari del Cartello di Medellin fa esplodere in volo un aereo su cui avrebbe dovuto viaggiare il candidato liberale alla presidenza César Gaviria, che invece si salva. I morti sono però 110.

Il 6 dicembre un camion bomba esplode davanti alla sede del DAS, i servizi di sicurezza. Muoiono più di 50 persone, ma non il generale Maza, capo del DAS e vero obiettivo dell'attentato.

Il 15 dicembre 1989 il boss del narcotraffico e leader paramilitare Gonzalo Rodríguez Gacha viene ucciso dalle forze dell'ordine.

Gli Estradabili cercano di fare pressione sul governo sequestrando persone legate al Presidente della Repubblica. L'ex Presidente Alfonso López Michelsen propone di avviare una trattativa con i narcoterroristi. Il 17 gennaio 1990 questi accolgono con favore la proposta, chiedono la grazia e liberano i sequestrati.
Le trattative non arrivano però da nessuna parte, e la guerra riprende. Il 30 marzo i narcos offrono 2 milioni di pesos a chiunque uccida un poliziotto. Nella città di Medellin e nelle aree circostanti ha inizio una guerra urbana, con poliziotti giustiziati per strada e attentati ai reparti d'élite.

Squadroni mascherati legati alle autorità reagiscono uccidendo decine di giovani ritenuti vicini ai narcos. Questi piazzano bombe nelle aree affollate per colpire i civili.

La situazione si calma solo a fine luglio, quando gli Estradabili decretano una nuova tregua nella speranza che il nuovo Presidente dia inizio a un nuovo corso nei rapporti coi narcotrafficanti.

### Laguerra sucia

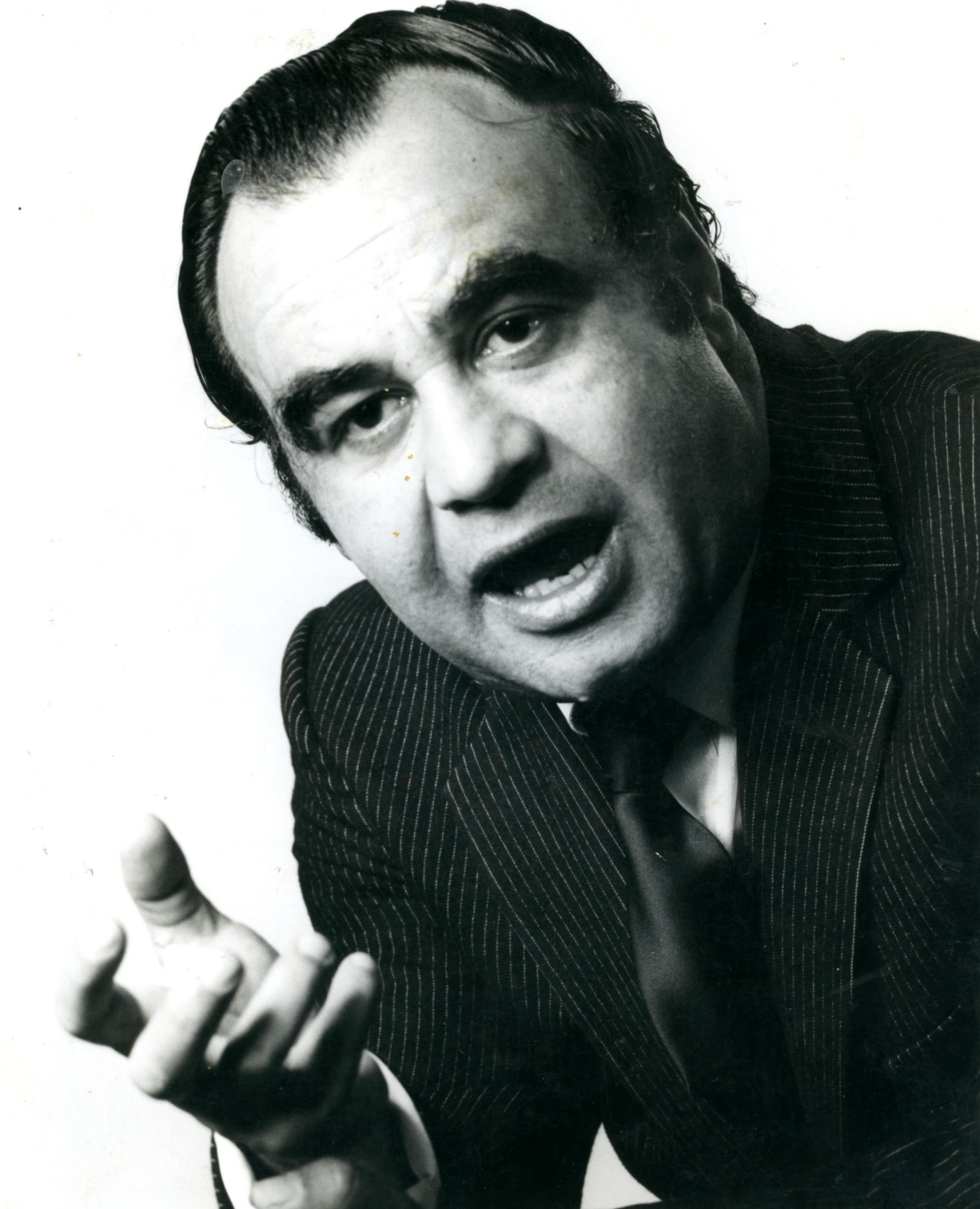
Jaime Pardo Leal, leader dell'Unione Patriottica ucciso l'11 ottobre 1987 da sicari al soldo del boss del narcotraffico José Gonzalo Rodríguez Gacha

Il percorso verso la pacificazione e la democratizzazione della vita politica intrapreso all'inizio della presidenza Barco incontra un grosso ostacolo anche per quanto riguarda il processo di pace con la guerriglia. Nel settembre 1986 vengono uccisi un senatore e un rappresentante alla Camera dell'Unione Patriottica, il partito espressione politica delle FARC, il cui candidato alla presidenza Jaime Pardo Leal era arrivato terzo alle elezioni con il 4,6% dei voti.

A partire da questo momento ha inizio, con la complicità di settori dello Stato, una campagna di sterminio del partito da parte di sicari e paramilitari legati ai boss del narcotraffico, che la presentano come una reazione alle estorsioni delle FARC. L'11 ottobre 1987 sicari al soldo di José Gonzalo Rodríguez Gacha uccidono il Presidente dell'UP Jaime Pardo Leal.

Vengono uccisi nel corso di quella che viene chiamata guerra sucia ("guerra sporca") migliaia di militanti ed esponenti del partito, fra cui due candidati alla presidenza (Pardo Leal e Bernardo Jaramillo Ossa), otto membri del Congresso, undici sindaci, 13 consiglieri di dipartimento e 70 consiglieri comunali.
Le azioni contro narcoterrorismo e paramilitarismo intraprese dal governo nel 1989 non mettono comunque fine alla campagna di omicidi politici, che continua a godere di complicità all'interno dello Stato.

Vietati i gruppi paramilitari, membri dell'ACDEGAM cercano di legittimare l'organizzazione fondando il partito politico Movimiento de Restauración Nacional (MORENA).

La guerra sporca mina la fiducia fra governo e FARC facendo montare la tensione. Il 16 giugno 1987 le FARC abbandonano la tregua con un'imboscata a Quebrada Riecito, nel corso della quale vengono uccisi 26 soldati e un civile.

Nei tre anni successivi, benché il dialogo fra governo e FARC a tratti prosegua, imboscate dell'organizzazione guerrigliera e operazioni militari ritornano frequenti.

Nel giugno del 1987 l'ELN si unisce a un gruppo armato minore e cambia ufficialmente nome in Unión Camilista Ejército de Liberacion Nacional (UC-ELN). Il 27 settembre le organizzazioni guerrigliere formano una struttura di coordinamento delle attività militari chiamata Coordinadora Guerrillera Simón Bolívar (CGSB), della quale fanno parte FARC, UC-ELN, EPL, M-19, PRT e Quintin Lame.

### Nuovi colloqui di pace
Il governo decide di riprendere gli sforzi di pace con singole formazioni, coniugando però questi tentativi a una maggiore pressione militare: vengono ad esempio creati 14 battaglioni formati specificamente all'attività di antiguerriglia e vengono acquistati elicotteri americani Black Hawk, che consentono nuove strategie di attacco e una drastica riduzione delle perdite fra le forze militari.
L'M-19 rapisce nel maggio 1988 il politico conservatore Álvaro Gómez Hurtado, in passato due volte candidato alla presidenza. Condiziona la sua liberazione all'apertura di nuovi colloqui di pace e alla creazione di un'Assemblea Nazionale Costituente. Due mesi dopo il politico viene liberato, e nel gennaio del 1989 iniziano i colloqui di pace fra il governo e l'M-19, ormai molto indebolito.

Questo processo porta il 9 marzo 1990 alla smobilitazione e al ritorno alla vita civile dei 900 membri del gruppo, che parteciperà alle elezioni locali e parlamentari insieme ad altri gruppi di sinistra sotto le insegne dell'Alleanza Democratica M-19.

L'ex comandante della formazione guerrigliera Carlos Pizarro Leóngomez è il candidato del partito alle elezioni presidenziali del 1990, ma viene ucciso nel mese di marzo da sicari agli ordini dei fratelli Castaño. L'Alleanza decide allora di candidare Antonio Navarro Wolff, che arriverà terzo.
L'UP sceglie invece come proprio candidato Bernardo Jaramillo Ossa. Il 22 marzo viene ucciso anch'egli da un sicario dei fratelli Castaño. In seguito a questo avvenimento l'UP decide di non presentare un candidato alle elezioni, e le FARC-EP, ritenendo in questo contesto impossibile la partecipazione alla vita politica, abbandonano i colloqui di pace e riprendono definitivamente le armi.
Nel 1990 anche l'EPL, indebolito dopo la morte del leader Óscar William Calvo, comincia a negoziare col governo.

## Gli anni Novanta: l'espansione delle FARC e il coinvolgimento nel narcotraffico

### L'Assemblea Nazionale Costituente
Alle elezioni del 1990 è eletto Presidente col 48% dei voti il liberale César Gaviria Trujillo. Il Partito Conservatore si presenta diviso fra una candidatura nettamente di destra (Álvaro Gómez Hurtado, per il Movimento di Salvezza Nazionale), che raccoglie il 24% dei voti, e una più moderata (Rodrigo Lloreda Caicedo, per il Partito Social Conservatore), che ottiene il 12%, venendo superata anche da Antonio Navarro Wolff, ex guerrigliero candidato per l'Alleanza Democratica M-19.
La nuova amministrazione prosegue il dialogo iniziato con le guerriglie e conferma la decisione di convocare un'Assemblea Nazionale Costituente per redigere una nuova Costituzione. Con questa mossa si mira da un lato a fare pressione sui ribelli per una rapida smobilitazione, unica via per poter partecipare al processo costituente, e dall'altro a raggiungere accordi di pace senza dover preventivamente negoziare riforme politiche, dal momento che queste verranno discusse in seguito nell'Assemblea.
Nel febbraio del 1991 i guerriglieri dell'EPL cominciano la smobilitazione e il ritorno alla vita civile, formando il movimento politico Esperanza, Paz Y Libertad, ad esclusione di circa il 20% del gruppo, che continuerà la lotta armata.

Le FARC accuseranno il leader dell'EPL Bernardo Gutiérrez di avere scelto di smobilitare solo per ottenere un seggio in Senato e perché pagato dai boss del narcotraffico Fidel e Carlos Castaño Gil, e cominceranno una campagna di assassini mirati contro esponenti del movimento Esperanza, Paz y Libertad accusati di essere collaboratori del Departamento Administrativo de Seguridad, i servizi di sicurezza dello Stato. Secondo altri le ragioni del conflitto risiederebbero nel fatto che il nuovo movimento va a pescare nello stesso bacino elettorale dell'UP, togliendo peso politico al partito delle FARC. Alcuni ex esponenti dell'EPL perseguitati dalle FARC finiranno per unirsi al gruppo paramilitare Autodefensas Unidas de Colombia (AUC).

Fra il 1991 e il 1992 anche il PRT e il Quintín Lame, due organizzazioni di guerriglia minori, entrano nel processo di pace col governo e depongono le armi.

Consegnano così le armi, fra il 1991 e il 1992, circa 2300 guerriglieri di EPL, PRT e Quintín Lame, mentre proseguono la lotta armata solo le FARC-EP, l'ELN e circa 400 uomini dell'EPL, guidati da Francisco Caraballo.
Nell'agosto del 1990 muore d'infarto Jacobo Arenas, leader e ideologo delle FARC-EP, il cui unico comandante resta così Manuel "Tirofijo" Marulanda. Nei mesi successivi gli scontri con le forze dell'ordine sono numerosi.
Il 9 dicembre si tengono le elezioni per l'Assemblea Nazionale Costituente.

### La resa di Pablo Escobar
Sul fronte della guerra ai narcotrafficanti del Cartello di Medellín, il nuovo Presidente in campagna elettorale aveva espresso pieno supporto alle azioni del suo predecessore, sia sul piano militare che su quello amministrativo (in particolare con l'estradizione dei boss della droga per via amministrativa, particolarmente temuta dai narcotrafficanti).

Una volta eletto, tuttavia, giudicando i costi economici e umani della guerra troppo elevati, cerca di focalizzare la lotta sul piano della legalità.

L'Assemblea Nazionale Costituente accoglie questa prospettiva ed elimina nella nuova Costituzione l'Estado de Sitio (Stato d'Assedio), che concedeva ampi poteri alle forze armate nella gestione dell'ordine pubblico, sostituendolo con l'Estado de Conmoción Interior (Stato di Disordine Interno), meno controverso.
A fronte della tregua unilaterale proclamata dagli Estradabili appena eletto Gaviria, il nuovo governo offre ai narcotrafficanti, con una serie di decreti, la possibilità di consegnarsi alla giustizia ammettendo i propri crimini in cambio di un alleggerimento della pena e della garanzia di scontare la pena in patria, senza estradizione.

Escobar, non fidandosi pienamente, organizza una serie di sequestri nel tentativo di accreditarsi come criminale politico e poter così usufruire degli indulti riservati ai guerriglieri.

Fra i boss della droga che accettano la proposta del governo ci sono invece i fratelli Ochoa, che si consegnano alla giustizia nel gennaio del 1991.

Anche molti paramilitari, giudicando convenienti i termini del negoziato, consegnano le armi al governo confessando solo delitti minori. A partire dal 1992 si assiste anche per questo a una netta riduzione degli omicidi di civili.
Escobar cerca invece di aumentare la pressione sulle autorità giustiziando ostaggi e commissionando attentati contro la polizia. Ottenuta la disponibilità del governo, interrompe la campagna di attentati e libera gli ostaggi restanti come gesto di buona volontà.

Quando il 19 giugno 1991 l'Assemblea Nazionale Costituente approva l'articolo che vieta l'estradizione dei cittadini colombiani, Escobar si consegna finalmente alla giustizia. Viene rinchiuso nel carcere di La Catedral, da dove continua a guidare il traffico di droga tramite i suoi alleati Fernando Galeano e Gerardo Moncada.

### Riorganizzazione di esercito e FARC
Nel maggio del 1991 il governo vara un documento intitolato "Strategia Nazionale Contro la Violenza", che indica fra le strategie per ridurre la violenza nel Paese una riduzione della libertà di azione delle forze armate: la definizione delle strategie per la lotta alla guerriglia deve tornare al governo, lasciando ai militari il compito di attuarla. Inoltre si punta su un maggiore coinvolgimento delle autorità civili locali nelle politiche di sicurezza, tramite la formazione di Consigli Regionali di Sicurezza. Viene inoltre riformato lo statuto della Polizia, e l'esercito e l'intelligence vengono modernizzati con il supporto degli Stati Uniti.

Nel 1993 viene avviato uno schema di ricompensa dei testimoni, che prevede ricompense per chi fornisce notizie sulle attività della guerriglia o di criminali.
Nonostante tutto le formazioni guerrigliere continuano ad espandersi, sia economicamente, grazie anche ai numerosi attacchi diretti contro il settore petrolifero, sia militarmente, arrivando a raggiungere i 16000 uomini.

Fra giugno e settembre del 1991 si tiene una prima serie di colloqui di pace a Caracas, in Venezuela, e fra marzo e maggio del 1992 una seconda serie a Tlaxcala in Messico. In entrambi i casi i colloqui, non accompagnati da un'interruzione delle operazioni militari, vengono sospesi dal governo in seguito ad azioni della guerriglia che suscitano particolare sdegno nel Paese. Ad ottobre del 1992 il governo esclude la possibilità di nuovi colloqui, mettendo la parola fine a questo processo di pace.
Nell'aprile del 1993 si tiene l'ottava conferenza delle FARC, nel corso della quale viene decisa una nuova strategia militare, che prevede una maggiore focalizzazione sulla guerra di movimento e riunisce gli effettivi della formazione sparsi nel Paese in due Comandi Congiunti e cinque Blocchi, ciascuno affidato a un comandante di spessore: il Blocco Orientale è affidato a Mono Jojoy, il Blocco Sud a Raúl Reyes, il Blocco Magdalena Medio a Timochenko, il Blocco Nordoccidentale a Iván Márquez e il Blocco Sudoccidentale ad Alfonso Cano. Vi sono poi il Comando Congiunto Centrale e il Comando Congiunto Nord.
Nel giugno del 1994 viene catturato Francisco Caraballo, il leader dell'ala ancora attiva dell'EPL. Due frazioni della formazione negoziano la pace, mentre il resto del gruppo è allo sbando, e finirà smobilizzato nel giro di due anni.

### Fuga e morte di Escobar
Durante la carcerazione l'attività principale di Escobar smette di essere l'esportazione di cocaina e diventa la riscossione di "tributi" imposti ad altri narcotrafficanti. Nel luglio del 1992 ordina dal carcere l'uccisione dei suoi più stretti alleati Fernando Galeano e Gerardo Moncada, dei quali non si fida più e che accusa di avergli nascosto 20 milioni di dollari. Ha poi inizio una purga contro gli uomini più vicini a Galeano e Moncada e i loro parenti, nel corso della quale vengono uccise 50 persone.
Per porre fine ai delitti di Escobar il governo progetta di trasferirlo verso un altro carcere. Evidentemente informato dei piani del governo, Escobar fugge da La Catedral il 22 luglio 1992 insieme a suo fratello Roberto e a otto luogotenenti. Il governo crea allora il Blocco di Ricerca, una squadra di poliziotti creata allo scopo di dare la caccia ai fuggitivi.

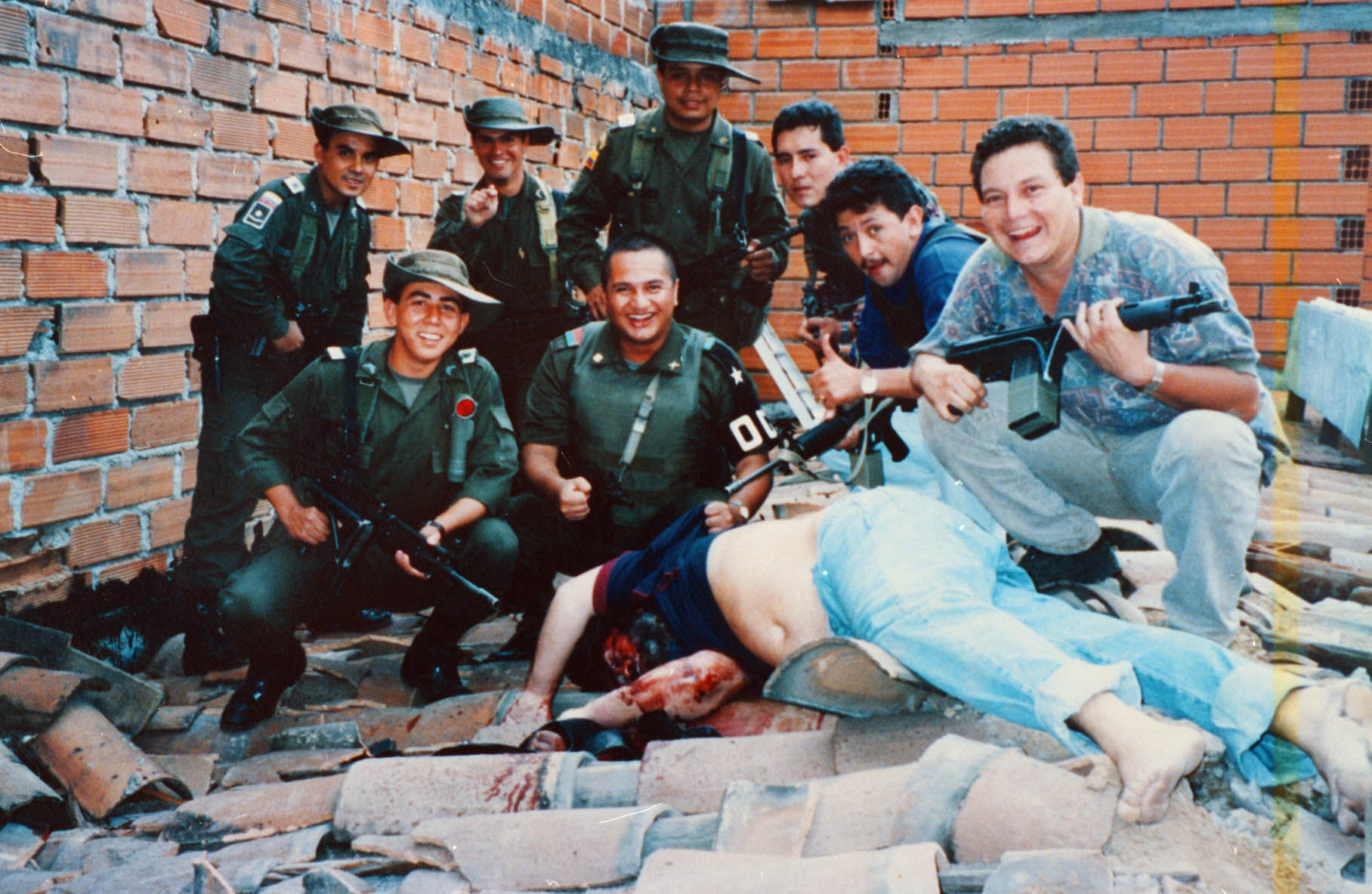
Il commando di polizia in posa intorno al cadavere di Pablo Escobar dopo la sua uccisione il 2 dicembre 1993).

Fra settembre e ottobre gli uomini di Escobar riaprono la guerra allo Stato con attentati e omicidi. Tuttavia, la purga di pochi mesi prima ha provocato una frattura nel Cartello di Medellín: i fratelli Castaño e Diego Fernando Murillo, responsabile della sicurezza di Galeano e Moncada, creano un'organizzazione nota come Los Pepes (acronimo di Perseguidos por Pablo Escobar, Perseguitati da Pablo Escobar), che, finanziata dal Cartello di Cali, si pone come obiettivo l'uccisione di Escobar, collaborando a questo scopo anche con la polizia e i servizi di sicurezza colombiani (il DAS) e con la DEA americana. Intraprende inoltre una campagna di omicidi di collaboratori e familiari di Escobar, e ne distrugge le proprietà per ridurre le sue disponibilità economiche.

Escobar consente ad alcuni dei suoi luogotenenti, fra cui suo fratello Roberto, di consegnarsi alla polizia, mentre cerca di negoziare la propria resa scatenando dal dicembre 1992 al febbraio 1993 una guerra totale con omicidi e autobomba nella quale muoiono oltre 100 poliziotti.
Le proposte di negoziato di Escobar non vengono prese in considerazione dal governo nemmeno quando il boss del narcotraffico interrompe la campagna terrorista e si limita a chiedere in cambio della resa l'uscita in sicurezza dal Paese di moglie e figli, asserragliati nell'Hotel Tenquedama di Bogotà sotto il controllo della polizia.

Dopo la morte a ottobre del 1993 di León Puerta Muñoz, responsabile della sua sicurezza, Pablo Escobar è in pratica indifeso. Viene individuato quando cerca di prendere contatto via radio con la moglie. Il 2 dicembre 1993 viene abbattuto da un commando di 20 uomini della polizia.
La sua morte segna la fine del Cartello di Medellín, mentre da questo momento i principali cartelli della droga colombiani saranno il Cartello di Cali e il Cartello di Norte del Valle.

### Samper e i Cartelli di Cali e di Norte del Valle
Nel 1994 si tengono le prime elezioni presidenziali regolate dalla nuova costituzione approvata nel 1991, che prevede il doppio turno. In seguito a elezioni primarie il Partito Liberale opta per la candidatura di Ernesto Samper, mentre una coalizione di partiti per lo più di impronta conservatrice candida l'esponente del movimento Nuova Forza Democratica Andres Pástrana. Al primo turno si reca a votare solo un terzo degli aventi diritto. Viene eletto al ballottaggio Ernesto Samper.
Prima delle elezioni Pástrana aveva accusato Samper di aver ricevuto finanziamenti per la sua campagna elettorale da parte del Cartello di Cali. Dopo le elezioni queste accuse riemergono quando nel giugno del 1994 diventano pubbliche registrazioni audio nelle quali i capi del Cartello Miguel e Gilberto Rodríguez Orejuela discutono del finanziamento del candidato. Ad agosto il Congresso avvia un'indagine contro il Presidente, conosciuta come Processo 8000, che viene però archiviata a dicembre. Il caso viene riaperto il 26 febbraio del 1996 a seguito delle accuse mosse dall'ex Ministro della Difesa Fernando Botero Zea e dal tesoriere della campagna elettorale. Infine il 6 giugno la Camera assolve il Presidente per insufficienza di prove con 111 voti contro 43. Il caso provoca però anche una disputa con gli Stati Uniti, che, giudicando il governo colombiano compromesso col narcotraffico, ritirano il visto di entrata al Presidente Samper.
Nel 1994 gli Stati Uniti, preoccupati dall'espansione delle coltivazioni di coca e papaveri da oppio nel sud della Colombia, cominciano a fare pressioni sul governo colombiano affinché questo incrementi gli sforzi nella lotta ai nuovi gruppi di narcotrafficanti. Negli anni successivi le incessanti pressioni americane sono una delle ragioni principali per cui il contrasto del narcotraffico diviene il tema principale del dibattito politico colombiano, mettendo in secondo piano la lotta alla guerriglia e ai gruppi paramilitari.

Alla fine del 1994 viene approvata la fumigazione dei campi di coca con glifosato, venendo meno a un impegno preso dal governo con rappresentanti dei contadini in seguito a uno sciopero di protesta contro le fumigazioni. Questo dietrofront causa la nascita di un vastissimo movimento di protesta dei contadini, che viene incoraggiato delle FARC, le quali arrivano a obbligare i contadini a prendere parte alle proteste. Il governo sfrutta la circostanza per reprimere la protesta.

Negli anni seguenti il Congresso colombiano si oppone ad alcune iniziative del Presidente Samper volte a rafforzare la lotta ai narcotrafficanti. Il Presidente riesce però col tempo a vincere le resistenze. Fra la fine del 1996 e l'inizio del 1997 vengono approvati aumenti di pene per i reati legati al traffico di stupefacenti, semplificazioni per il sequestro dei beni e, soprattutto, un emendamento alla Costituzione del 1991 che rende possibile l'estradizione per crimini commessi dopo l'approvazione dell'emendamento stesso.
Dopo la morte di Pablo Escobar nel 1993, a dominare il mercato colombiano degli stupefacenti è il cartello di Cali, guidato dai fratelli Orejuela. Negli anni della lotta al cartello di Medellín il cartello di Cali era riuscito a infiltrare gli apparati di sicurezza dello Stato nel nome della lotta al comune nemico.

Nel nord del dipartimento di Valle del Cauca (del quale Cali è il capoluogo) opera in questi anni un gruppo legato al cartello di Cali, che diverrà noto come il cartello di Norte del Valle.

Il 9 giugno e il 6 agosto 1995 vengono arrestati Gilberto e Miguel Rodríguez Orejuela, e in breve tempo crolla tutta la cupola del cartello di Cali. Gilberto resterà in carcere fino al 2002, poi, riarrestato dopo breve tempo, verrà estradato negli Stati Uniti nel 2004. Miguel resterà nelle carceri colombiane fino al 2005, per poi essere estradato anche lui negli Stati Uniti.
Con la decapitazione del cartello di Cali ha inizio l'ascesa del cartello di Norte del Valle, che si rende indipendente e accusa gli affiliati al cartello di Cali di aver rivelato informazioni alle autorità colombiane.

Helmer Herrera, fra i boss del cartello di Cali, pretende però di continuare a guidare il narcotraffico dal carcere. A partire dal marzo del 1996 ha così inizio una guerra fra il cartello di Norte del Valle e quello di Cali. I due massimi capi di quest'ultimo, i fratelli Orejuela, si tengono però in disparte dal conflitto.

Nel settembre del 1997 il boss del cartello di Norte del Valle, Orlando Henao, si consegna alle autorità colombiane, ma continua a gestire le attività del suo gruppo dal carcere. Nel novembre del 1998 sia Helmer Herrera sia Orlando Henao vengono uccisi in carcere da sicari dei due gruppi rivali. Il cartello di Norte del Valle si riorganizza sotto la guida di Wilber Varela, diventando il cartello più potente del paese e arrivando a gestire l'esportazione del 50-60% della coca prodotta in Colombia. La guerra con i familiari di Herrera va avanti fino al 2001, quando molti dei parenti di Herrera che non sono stati uccisi sono costretti a fuggire dal Paese.
Il 6 giugno 1998 viene arrestato Alberto Orlández Gamboa, detto El Caracol, leader del cartello della Costa, evento che segna la fine dell'organizzazione. Nel 1999 viene arrestato Fabio Ochoa Vásquez, che era stato uno dei boss del cartello di Medellín. Questi successi delle autorità finiscono paradossalmente per rinforzare la posizione predominante del cartello di Norte del Valle nella gestione del traffico di stupefacenti.

### L'egemonia delle FARC
Durante la presidenza Samper, anche a causa delle pressioni americane, la lotta ai narcotrafficanti diventa il punto principale della strategia di sicurezza nazionale, lasciando così prosperare la guerriglia e le formazioni paramilitari.
Spesso vengono intraprese operazioni militari contro le FARC congiuntamente a fumigazioni di coltivazioni di droga, nel tentativo di ottenere maggiore sostegno dagli Stati Uniti nella lotta alla guerriglia.
Nonostante gli interventi del governo, però, la coltivazione di coca cresce a grande velocità, non frenata né dalle fumigazioni né dai piani di sviluppo alternativo che cercano con scarso successo di offrire ai contadini la possibilità di intraprendere coltivazioni legali, evidentemente meno redditizie. In questo periodo la Colombia arriva a ospitare il 40% delle superfici del mondo coltivate a coca.
Appena eletto Samper le tre formazioni guerrigliere ancora attive (FARC-EP, ELN e EPL) inviano separatamente al nuovo governo proposte di dialogo, sancendo la fine dell'azione comune nel quadro della Coordinadora Guerrillera Simón Bolívar, la cui dissoluzione diventa ufficiale nel febbraio del 1995.
Il 10 giugno 1995 nel parco San Antonio a Medellín, durante una festa, dell'esplosivo sistemato dentro la statua El Pajaro di Fernando Botero (padre di Fernando Botero Zea, in quei mesi Ministro della Difesa) causa la morte di 29 civili e il ferimento di oltre 200. Un comunicato a firma CSGB rivendica l'attentato a nome delle FARC, esprimendo rincrescimento per le uccisioni e indicando come unico obiettivo dell'azione la scultura, costata 850000 dollari, giudicata "simbolo dell'esagerazione oppressiva e borghese". Le FARC e l'ELN, le due principali componenti della CGSB, indicano però il comunicato come un falso, facendo circolare l'idea che l'azione potesse essere un tentativo dell'estrema destra di far naufragare i colloqui di pace.

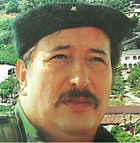
Mono Jojoy, comandante del Blocco Orientale delle FARC, che negli anni Novanta è il più imponente.

I colloqui di pace non hanno comunque successo, anche a causa della mancanza di una politica chiara da parte del governo, troppo assorbito dalla lotta al narcotraffico e dallo scandalo del processo 8000. Le FARC, avvantaggiate da queste difficoltà, si espandono, traendo profitto dal traffico di coca nel sud del Paese, privo di concorrenza dopo la morte di Escobar e la fine del Cartello di Medellín. Si ritiene che in particolare il Blocco Sud, guidato da Raul Reyes, traesse benefici da questa attività, con il secondo in capo "Fabián Ramírez" considerato dagli Stati Uniti l'artefice della politica sulla coca delle FARC. Il Blocco più rilevante è però in questo periodo il Blocco Orientale, guidato da Mono Jojoy, forte di 7-8000 uomini.
Gli attacchi del gruppo non prendono di mira solo i militari, ma anche arterie di comunicazione e infrastrutture strategiche, come oleodotti e centrali idroelettriche. Il gruppo fa inoltre uso di autobombe. Il 1995, con 650 morti e circa 1200 feriti fra le forze governative, è l'anno più sanguinoso fino a questo momento.
Per quanto riguarda l'ELN, l'espansione accelerata delle FARC riduce le risorse loro disponibili, mentre l'avanzata delle formazioni paramilitari nelle regioni di Magdalena Medio e Antioquia li mette in difficoltà sul piano militare. All'inizio del 1998 muore il loro leader, il Cura Pérez.
In questo periodo le FARC possono contare su circa 17000 uomini, l'ELN su circa 5000.
Samper reagisce all'accusa di collusione col narcotraffico rafforzando l'Operazione Conquista, una campagna che mira a sradicare la coltivazione di coca dal sud del Paese. 80000 raccoglitori (raspachines) protestano violentemente, istigati dalle FARC. Nell'aprile del 1996 queste danno inizio alla più grande offensiva dall'inizio del conflitto, che dalla selva arriva a espandersi a tutto il Paese. Il 30 agosto 450 guerriglieri del Blocco Sud assaltano la base militare di Las Delicias, e la lunga battaglia che ne consegue vede la morte di 7 guerriglieri e 29 militari. I militari sopravvissuti si arrendono, e 60 di loro vengono presi prigionieri dalle FARC. Vengono liberati solo il 15 giugno 1997, dopo che il governo, nonostante la contrarietà dei vertici militari, acconsente alla creazione di una zona smilitarizzata di 14000 km quadrati nel comune di Cartagena del Chaira (dipartimento di Caquetà.
Le FARC arrivano anche a infiltrare armi nella città di Medellín e nella capitale Bogotà e a controllarne interi quartieri.
Il 22 dicembre 1997 in un assalto vengono catturati altri 18 militari, e il 3 marzo altri 43, al termine di un'operazione militare trasformatasi in una battaglia campale che lascia sul terreno 64 soldati. Il 22 marzo le FARC sequestrano per le vie di Bogotà almeno 25 persone, fra cui un italiano e altri stranieri.

### La rinascita del paramilitarismo: le AUC
I gruppi paramilitari legati ai narcotrafficanti, vietati nel 1989, cominciano a rinascere sotto altre forme negli anni della presidenza Samper. I tre fratelli Castaño, che erano stati alla guida di questo movimento negli anni Ottanta e si erano poi convertiti alla lotta contro Escobar, smobilitano temporaneamente nel 1992, per riformare poi nel 1993 le Autodefensas Campesinas de Córdoba y Urabá (ACCU), dedite alla lotta alla guerriglia. Il 6 gennaio 1994 Fidel, il maggiore dei tre fratelli, viene ucciso. Il gruppo diffonde varie versioni sulla sua morte, facendo circolare l'idea che sia morto in uno scontro a fuoco con l'EPL. Solo vent'anni dopo dei pentiti faranno emergere la verità: Fidel è stato ucciso su ordine del fratello Carlos, che, avendo intrattenuto una relazione sentimentale con la moglie dello stesso Fidel, temeva per la propria vita dopo che questi aveva scoperto la cosa.
Negli anni successivi le ACCU si espandono sul territorio colombiano anche grazie all'afflusso di ex militanti dell'EPL perseguitati dalle FARC dopo la smobilitazione.
Nel 1994, sul finire della presidenza Gaviria, era stato varato un programma nazionale di ronde civili per la sorveglianza dei quartieri. Questo programma, chiamato CONVIVIR, si sviluppa però soprattutto negli anni della presidenza Samper, sostenuto da molti governatori locali, fra i quali il massimo sponsor è quello liberale di Antioquia, il futuro Presidente Álvaro Uribe Velez, il cui padre sarebbe stato ucciso dalle FARC nel 1983 dopo aver reagito a un tentativo di sequestro.

Il programma viene però anche criticato da chi lo considera una nuova legalizzazione dei gruppi di difesa privati vietati nell'89. Cooperative di CONVIVIR vengono effettivamente utilizzate dai gruppi paramilitari di estrema destra come facciata legale, nonché per consolidare la conquista del territorio.
L'espansione dei gruppi paramilitari danneggia soprattutto l'ELN, che opera nelle stesse zone di queste unità.
In questi anni il coinvolgimento dei civili delle aree rurali nella lotta è parte integrante delle strategie dei gruppi armati, sia di destra che di sinistra. Questo coinvolgimento porta a considerare come nemici anche i civili, dando luogo compimento di massacri di civili da parte di entrambe le fazioni.
Nel 1997 le ACCU si uniscono insieme ad altre milizie paramilitari per formare un gruppo su scala nazionale, le Autodefensas Unidas de Colombia (AUC), che saranno la principale formazione paramilitare per i successivi dieci anni. Guidate da Carlos Castaño e Salvatore Mancuso Gómez e forti di circa 7000 uomini attivi per lo più nel nord del Paese, cercano di fermare l'espansione delle FARC con omicidi mirati e con assalti contro una loro importante fonte di finanziamento, il traffico di stupefacenti. Si inserisce in questa strategia la loro prima azione di rilievo, il massacro di Mapiripán, un'incursione di 5 giorni nel corso della quale vengono uccisi una cinquantina di civili.

### Il processo di pace del Caguán e il Plan Colombia
Alle elezioni del 1998 si ripresenta Andrés Pastrana per i conservatori, mentre il Partito Liberale candida Horacio Serpa. Quest'ultimo arriva leggermente in testa al primo turno, ma al ballottaggio del 21 giugno vince Pastrana col 52% dei voti, anche a causa dell'impopolarità del Presidente liberale uscente Samper. L'affluenza al secondo turno arriva al 59% degli aventi diritto, una cifra molto alta per gli standard colombiani.
Prima ancora di entrare in carica Pastrana dà inizio a dialoghi di pace con la guerriglia. A tale scopo il 9 luglio si incontra nella foresta con Manuel Marulanda Vélez detto Tirofijo, lo storico leader delle FARC. Questo è il primo colloquio diretto fra un Presidente colombiano e un comandante del gruppo guerrigliero. Anche l'ELN avvia un dialogo e accetta una tregua.

Arrivano però presto i primi problemi: il 22 luglio l'ELN rompe la tregua dando inizio a una campagna di attentati, mentre le FARC all'inizio di agosto, gli ultimi giorni prima dell'inizio del mandato di Pastrana, avviano una vastissima serie di attacchi presentati come l'addio a Samper, nel corso dei quali muoiono centinaia di militari e civili. In particolare il 3 agosto vengono attaccati ben 62 obiettivi, dei quali l'assalto alla base antinarcotici di Miraflores è quello con il bilancio più grave per lo Stato: dopo 26 ore di combattimenti i militari morti sono 16 e quelli sequestrati dai guerriglieri ben 129.

Il 18 ottobre nel dipartimento di Antioquia, in seguito al sabotaggio di un oleodotto da parte dell'ELN, le fiamme invadono il centro abitato di Machuca, uccidendo 84 civili.
Durante la sua presidenza Pastrana, pur puntando molto sul processo di pace, cerca anche di rafforzare l'esercito per evitare i disastri conosciuti negli anni precedenti. Avvia a questo scopo una ristrutturazione delle forze armate, sostituendone i vertici e dotandole di nuove risorse, grazie anche al ritrovato sostegno americano, riconquistato dopo gli anni di tensione dell'amministrazione Samper.

Fin dal 1999 il governo statunitense e l'ambasciatore in Colombia Thomas Pickering discutono col Presidente della possibilità di sostituire la strategia in corso, focalizzata sull'incentivo all'adozione di coltivazioni alternative per i contadini e sull'aiuto ai rifugiati interni, con una strategia più militare, basata sulla lotta alla droga e alla guerriglia.

Queste discussioni danno vita nel 2000 al Plan Colombia, che porta alla Colombia aiuti economici americani per il rafforzamento delle forze armate con lo scopo di combattere il traffico di droga.

Il focus sulla capacità militare sembra mettere in secondo piano la ricerca della pace tramite negoziati, e anche per questo l'accordo viene criticato dalle organizzazioni per i diritti umani e dall'Ecuador, che teme un afflusso di rifugiati al confine e lo spostamento delle coltivazioni verso il suo territorio.

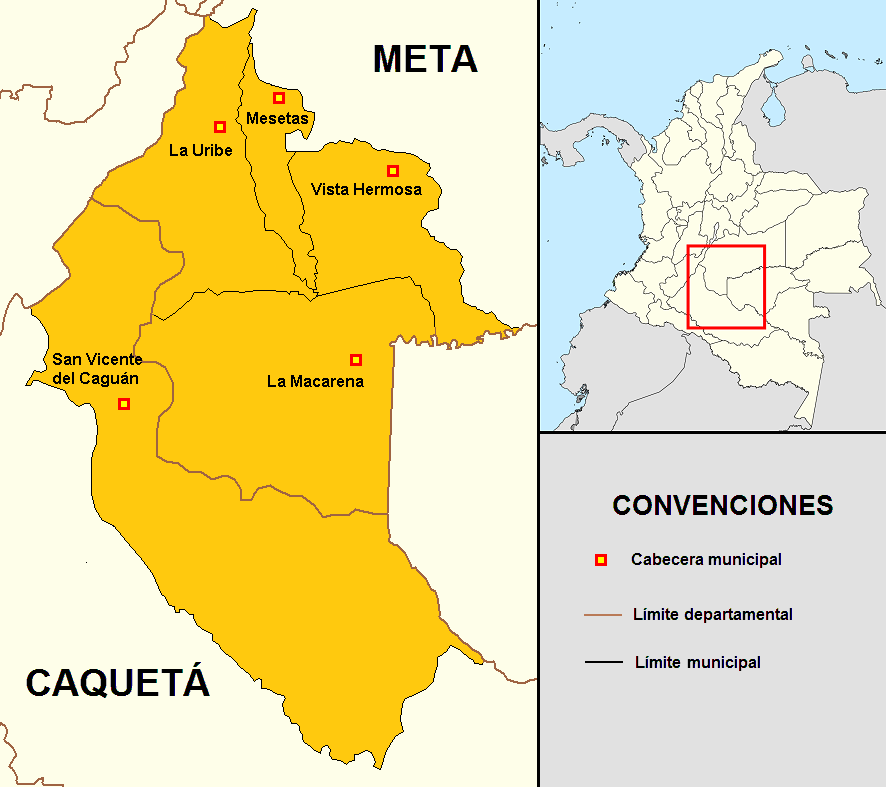
Mappa della zona di distensione. Fra il gennaio del 1999 e il febbraio del 2002, allo scopo di facilitare i negoziati di pace, il governo concede alle FARC la smilitarizzazione della cosiddetta Zona di distensione di San Vicente del Caguán. Il dialogo non porta però a nulla.

Nonostante gli attacchi dei due gruppi, a ottobre del 1998 il nuovo governo avvia i colloqui con le FARC e con l'ELN. Riconosce uno statuto politico alle FARC e soddisfa la precondizione che queste pongono per iniziare i colloqui di pace, vale a dire la smilitarizzazione di un'area di circa 40000 km quadrati nella foresta colombiana dominata dalle FARC, da usare come "laboratorio di pace". Quest'area diventa nota come Zona di distensione di San Vicente del Caguán, o anche El Caguán.

A novembre il Blocco Orientale delle FARC prende d'assalto in forze la città di Mitú, capoluogo del dipartimento di Vaupés circondata dalla selva colombiana e pertanto di difficile accesso per l'esercito. Il gruppo guerrigliero riesce a prendere il controllo della città uccidendo 16 poliziotti e catturandone 61, e lo mantiene per 3 giorni prima che i rinforzi governativi riescano ad arrivare e a riconquistare l'area.
Nel gennaio del 1999 hanno ufficialmente inizio i colloqui di pace con le FARC. Tuttavia, Tirofijo non si presenta al primo incontro, secondo alcuni in segno di protesta contro il progetto del governo di concedere uno statuto politico e un'amnistia anche ai paramilitari delle AUC, impegnati in quei giorni, nel tentativo di ottenere dal governo privilegi simili a quelli concessi alle FARC, in una campagna di omicidi di civili sospettati di simpatizzare per le FARC. Il Presidente negozia comunque con i rappresentanti della guerriglia, che però il 25 gennaio interrompe i negoziati.

Il 2 maggio le FARC riprendono il dialogo, pur continuando a portare avanti assalti, sabotaggi, omicidi mirati e sequestri di massa, da loro chiamati pesca miracolosa.
Il 26 maggio il Ministro della Difesa e molti fra generali e colonnelli delle forze armate si dimettono in protesta contro la smilitarizzazione di un'area del Paese. In generale il processo di pace è percepito dall'opinione pubblica come una serie di concessioni a una guerriglia che non fa nessun gesto distensivo e si mostra ogni giorno più sfrontata.

### La guerriglia in difficoltà
Le FARC cercano di proporsi come forza capace di governare nella cosiddetta zona di distensione, l'area smilitarizzata del Caguán. A questo scopo espellono autorità locali a loro ostili e sabotano le elezioni. Intorno a quest'area si sviluppa anche la coltivazione di coca, uno dei cui acquirenti è il futuro boss del narcotraffico Daniel Barrera Barrera, che la rivende ai narcotrafficanti del nord del Paese, legati ai paramilitari delle AUC.
Nel giugno del 1999 ha inizio una nuova offensiva delle FARC, che non replica però i successi dell'anno precedente a causa delle migliori condizioni delle forze armate, che possono contare sul frequente coinvolgimento dell'aeronautica. Gli assalti di luglio vengono duramente respinti dalle forze armate, che contrattaccano con forza facendo ampio uso di aerei ed elicotteri. Questa azione, denominata Operazione Indipendenza, dura tre giorni, e lascia sul campo in seguito ai combattimenti e ai bombardamenti circa 250 guerriglieri, il bilancio peggiore della storia delle FARC.

Il gruppo guerrigliero manca quindi completamente l'obiettivo di negoziare da una posizione di forza grazie a vittorie sul campo. Costrette a rivedere la loro strategia, sostituiscono gli attacchi massicci con più ridotti assalti contro piccole stazioni di polizia.
In questo periodo l'ELN compie due grandi sequestri di civili a scopo estorsivo: nel primo caso dirotta un aereo con 41 passeggeri e costringe questi a seguirli nella foresta, dove alcuni rimarranno anche 18 mesi, liberati poco a poco nei in seguito al pagamento di riscatti. Nel secondo caso rapisce quasi 300 fedeli che partecipavano a una messa, liberandoli poi quando la fuga viene interrotta dalle forze armate.

L'ELN, nel corso di dialoghi esplorativi, chiede l'apertura di aree smilitarizzate nel dipartimento di Bolívar, alle quali si oppongono però gli abitanti della zona.
Le guerriglie accusano del rallentamento dei dialoghi di pace la strategia di mobilitazione dei civili operata dalle formazioni paramilitari. Dopo avere liberato nel dicembre del 2000 una quarantina di poliziotti e militari sequestrati come gesto distensivo, l'ELN finisce per porre fine ai negoziati nell'aprile del 2001, accusando la mancanza di volontà da parte del governo di lottare contro i paramilitari.

Tuttavia la capacità militare dell'ELN aveva cominciato a ridursi dal 1998 e non dava segni di ripresa, a causa della continua pressione dei paramilitari e di un conflitto interno alla guerriglia fra formazioni dell'ELN e delle FARC, arrivato a una tale intensità da spingere nel 2000 il Blocco Caribe delle FARC-EP a dichiarare guerra aperta al Fronte di guerra Nord dell'ELN, così come al Fronte Virgilio Enrique Rodríguez dell'EPL e ai paramilitari, tutti giudicati nemici del processo rivoluzionario. Gli scontri interni alla guerriglia provocano decine di morti a partire dalla fine del 1999.

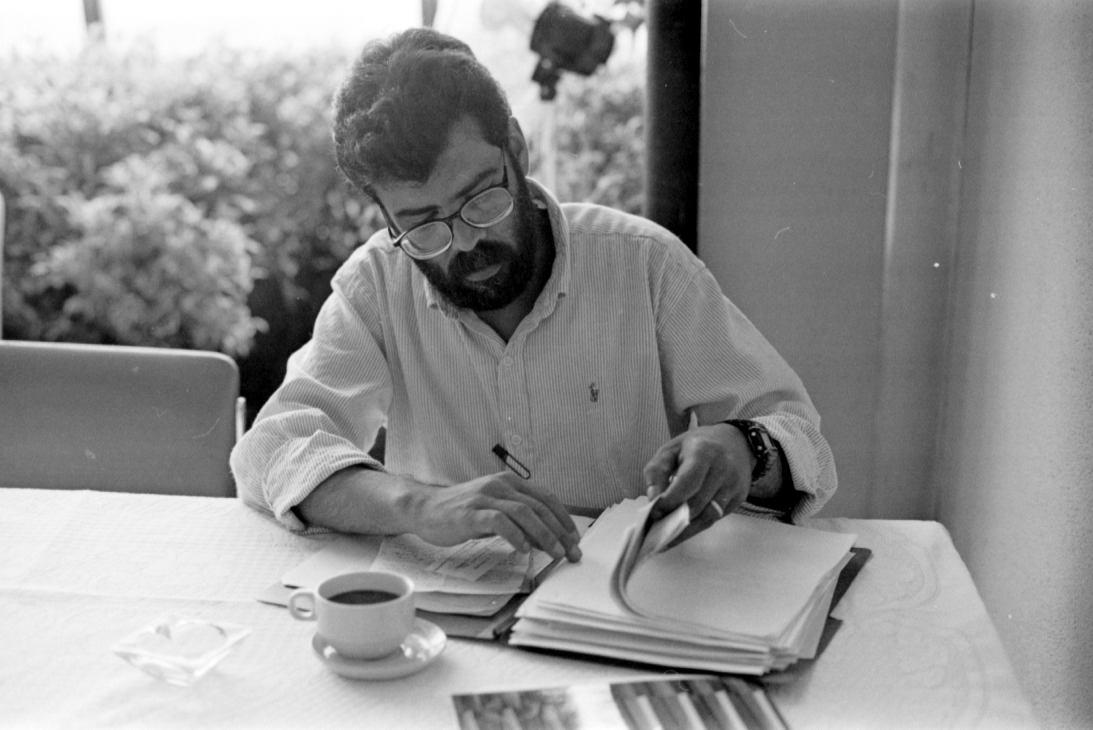
Alfonso Cano, considerato l'ideologo delle FARC dopo la morte di Jacobo Arenas nel 1990. Guida il Partito Comunista Clandestino Colombiano dalla sua fondazione nel 2000 fino alla morte nel 2011

Nel 2000, all'annuncio di un piano di sradicamento delle coltivazioni illegali nel dipartimento di Putumayo, le FARC, aspettandosi un'ampia offensiva militare in accompagnamento, annunciano nuove "imposte" sui ricchi residenti nelle zone sotto il loro controllo, minacciando di sequestro chi si oppone, e armano i civili per lottare contro le fumigazioni.

Incoraggiano in seguito una protesta armata, nel corso della quale viene ucciso il sindaco di Putumayo e vengono provocati grandi danni economici. Questi eventi provocano un arresto del processo di pace.

La successiva offensiva dell'esercito provoca la fuga di un gran numero di persone, che si rifugiano nei dipartimenti vicini. Fra il 2000 e il 2001 i rifugiati interni nel Paese sono circa 10000.
Intorno al 2000, rotte le relazioni col Partito Comunista Colombiano, le FARC creano un'organizzazione illegale che agisce da braccio politico della guerriglia. Viene chiamata Partito Comunista Clandestino Colombiano (PCCC) ed è guidata da Alfonso Cano, uno dei leader delle FARC.

Nella seconda metà del 2000, poiché il dialogo con il governo non fa passi avanti e la guerriglia è innervosita dall'implementazione del Plan Colombia e dall'avanzata dei paramilitari nel nord, le FARC danno inizio alla pratica di rapire esponenti politici di livello nazionale: il 5 agosto viene rapito il parlamentare Oscar Tulio Lizcano, il 4 dicembre l'ex ministro Fernando Araújo. Proseguono intanto gli assalti e gli scontri con l'esercito, però sempre con risultati più modesti rispetto agli anni precedenti, in particolare a causa del frequente intervento di truppe di supporto elitrasportate.

Le poche centinaia di guerrieri non smobilitati dell'EPL, considerati dal governo un'organizzazione criminale comune non politica, subiscono un altro duro colpo con l'uccisione del loro comandante El Nene.
Il piano del governo di lotta alle coltivazioni illegali ha un certo successo, e dopo aver raggiunto un picco fra il 1999 e il 2000, la coltivazione di coca in Colombia comincia finalmente a scendere. Il piano si focalizza però solo sulle coltivazioni del sud del Paese, con scarso interesse per quelle nel nord, legate ai paramilitari.

## Gli anni Duemila: la smobilitazione dei paramilitari e la lotta alla guerriglia

### L'ascesa delle AUC
Le AUC, l'unione di gruppi paramilitari creata nel 1997, non si limita più a colpire le personalità legate alla guerriglia e coloro che la sostengono. Dà invece inizio ad operazioni di "pulizia e occupazione" delle aree prima controllate dagli insorti. Queste operazioni hanno inizio dalla regione di Urabá, per poi spostarsi verso il dipartimento Magdalena Medio, dove operano FARC ed ELN. Questi ultimi, meno organizzati delle FARC, vengono fortemente indeboliti dagli attacchi e sono costretti a cedere terreno.

Nel corso di un attacco congiunto nel dipartimento di Córdoba le FARC e l'ELN arrivano all'accampamento del leader dei paramilitari Carlos Castaño, che però non si trova lì. Muoiono 12 guerriglieri, 8 componenti della guardia personale di Carlos Castaño e 15 civili.
Le AUC riescono a prendere il controllo di tutti i dipartimenti della costa atlantica del Paese, costringendo FARC ed ELN ad abbandonare diverse zone. Le AUC dal nord della Colombia si espandono poi verso il centro e verso est, grazie all'alleanza con gruppi locali, spesso legati al narcotraffico, e alla creazione di nuove unità. La principale fonte di finanziamento delle AUC è di gran lunga il traffico di stupefacenti. L'organizzazione sviluppa col tempo legami con personalità del mondo politico ed economico che le daranno finanziamenti e un certo grado di copertura legale. Il leader Carlos Castaño continua a descrivere le AUC come la risposta spontanea della popolazione civile oppressa dalla guerriglia.

Tuttavia, le AUC devono affrontare il problema delle divisioni interne: poiché ciascuna unità opera in quasi totale autonomia, nascono talvolta dissidi fra i gruppi, che portano a veri e propri scontri armati.

Fra gli omicidi eccellenti delle AUC vi sono quello dell'avvocato per i diritti umani Eduardo Umaña Mendoza nell'aprile del 1998 e quello, nell'agosto del 1999, dell'umorista Jaime Garzón, che aveva fatto da mediatore fra il governo e le FARC per il rilascio di molte persone sequestrate dalla guerriglia.

Secondo alcuni calcoli le AUC sarebbero state responsabili solo fra il 2000 e il 2002 di oltre 3000 omicidi, oltre che della sparizione di svariate altre migliaia di persone e della fuga dalle proprie case di altri due milioni, diventati rifugiati interni.

### La fine del processo di pace
Fra il febbraio e l'aprile del 2001 le forze armate conducono nel dipartimento di Guainía un'operazione che smantella un importante centro di produzione di cocaina controllato dalle FARC e composto da quaranta laboratori. Vengono arrestati in questa occasione sette guerriglieri e 25 narcotrafficanti, fra cui il boss brasiliano del narcotraffico Luiz Fernando de Costa, che viene arrestato mentre tratta con le FARC lo scambio di armi con cocaina. Le FARC avevano sempre respinto le accuse di legami col narcotraffico imputandole a una campagna di diffamazione portata avanti dalle autorità.

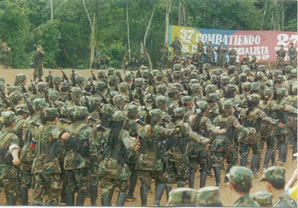
Guerriglieri delle FARC in marcia durante il processo di pace del Caguán.

Nel giugno del 2001 le FARC-EP liberano tutti i 310 soldati sequestrati negli anni precedenti, trattenendo però 50 ufficiali e sottufficiali nella speranza di negoziare la loro liberazione con quella di guerriglieri arrestati in precedenza.

Prosegue la campagna di rapimenti di alte personalità dello Stato, fra cui tre parlamentari, un governatore e un'ex ministra, tutti rapiti fra giugno e settembre del 2001. Nell'ambito della guerra alle AUC, le FARC portano avanti anche sequestri ed esecuzioni di contadini accusati di legami con i paramilitari.

A causa dell'assenza di progressi e dei continui attacchi delle FARC, il 9 gennaio 2002 il Presidente Pastrana sospende i colloqui di pace e il 12 dà alle FARC un ultimatum di 48 ore per chiarire le loro condizioni per una tregua prima di dare inizio alla riconquista della zona smilitarizzata. All'ultimo momento il 14 gennaio governo e guerriglia firmano con la mediazione dell'ONU un documento che dichiara che esistono le condizioni per proseguire i negoziati. Ciò nonostante gli attacchi delle FARC proseguono senza interruzioni per tutto il mese seguente.
Il 20 febbraio un aereo con a bordo il senatore Eduardo Gechem Turbay è costretto dalla guerriglia ad atterrare, e il senatore viene sequestrato. Il giorno stesso il Presidente Pastrana annuncia la fine del processo di pace e la riconquista della zona di distensione.

Il 21 febbraio la zona viene ripresa in meno di ventiquattr'ore da oltre 20000 soldati, col supporto dell'aeronautica. Oltre cento guerriglieri vengono uccisi o catturati, mentre la maggior parte fugge.
In seguito agli attentati dell'11 settembre 2001, la priorità della politica internazionale, e soprattutto degli Stati Uniti, diventa la lotta al terrorismo. La designazione delle FARC-EP, dell'ELN e delle AUC come gruppi terroristi da parte degli USA porta nel 2002 all'ampliamento del Plan Colombia, con maggiori fondi disponibili.

Le FARC dispongono in questo periodo di circa 20000 uomini.

### L'elezione di Uribe
In vista delle elezioni del 2002 Álvaro Uribe, che si era distinto nella seconda metà degli anni Novanta per il supporto dato da governatore del dipartimento di Antioquia ai gruppi CONVIVIR, propone al Partito Liberale la sua candidatura alla presidenza. Decide però in seguito di lasciare il partito e di candidarsi da indipendente. Dopo il lungo e totalmente infruttuoso processo di pace dei quattro anni precedenti, la linea dura proposta da Uribe fa presa sull'elettorato, e molti dirigenti liberali e conservatori sostengono la sua candidatura. In particolare, il Partito Conservatore decide di appoggiarlo non presentando un proprio candidato.

Il Partito Liberale ricandida invece Horacio Serpa. Il 26 maggio Uribe vince al primo turno col 53% dei voti, mentre Horacio Serpa si ferma al 31%.

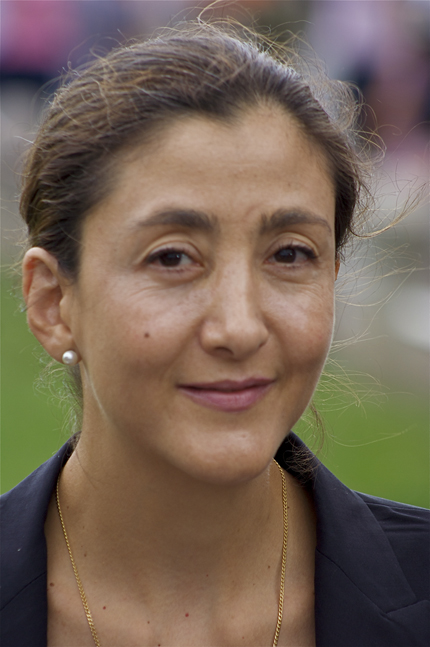
Íngrid Betancourt, candidata franco-colombiana alle elezioni presidenziali rapita dalle FARC nel 2002 e liberata nel 2008.

Durante la campagna elettorale, il 23 febbraio 2002, la candidata alla presidenza del piccolo Partido Verde Oxígeno, la franco-colombiana Íngrid Betancourt, si reca nella ex zona smilitarizzata per sostenere il sindaco di San Vicente del Caguán, membro del suo stesso partito. L'esercito aveva però appena riconquistato l'area, che non era ancora sicura. In questo contesto Ingrid Betancourt, insieme alla sua candidata alla vicepresidenza Clara Rojas, viene rapita dalle FARC, che vedono in lei un ostaggio prezioso, sia in quanto candidata alla presidenza, sia in quanto anche cittadina francese, quindi potenzialmente capace di internazionalizzare il conflitto. Nel corso degli oltre sei anni di detenzione il suo caso avrà in effetti un'eco internazionale, facendo di lei l'ostaggio più noto nelle mani delle FARC. Rimasta formalmente candidata alle elezioni presidenziali, Ingrid Betancourt riceve meno dell'1% dei voti.

Il gruppo guerrigliero cerca inoltre di sabotare il processo elettorale minacciando ritorsioni contro i votanti.
Il 2 maggio, nel corso di uno scontro fra FARC-EP e AUC nel paese di Bojayá, l'imprecisa artiglieria artigianale delle FARC colpisce una chiesa dove aveva trovato rifugio la popolazione civile, facendo circa ottanta morti.

Pochi giorni dopo l'esercito interviene interrompendo una battaglia fra guerriglia e paramilitari che lascia sul terreno circa 70-80 morti delle due fazioni.

Il 7 agosto, giorno dell'entrata in carica del nuovo Presidente, le FARC lanciano una serie di attentati che fa 21 morti, arrivando a colpire con delle granate artigianali Palazzo Nariño, sede della presidenza.
Ad appena quattro giorni dall'insediamento, l'intensificazione degli attacchi delle FARC spinge il nuovo Presidente a proclamare lo stato di disordine interno per 90 giorni prorogabili, che dà all'esecutivo la facoltà di adottare misure straordinarie e di assumere la funzione legislativa.
Con questi poteri a settembre il governo istituisce nei dipartimenti di Arauca, Bolívar e Sucre due Zone Speciali di Riabilitazione e Consolidamento, dove la polizia gode di poteri speciali, fra cui quello di ordinare detenzioni senza mandato di un giudice. La corte costituzionale sancisce però l'illegalità di queste Zone Speciali ed esclude una terza proroga dello stato di disordine.
La strategia adottata nei confronti della guerriglia viene chiamata Politica di Sicurezza Democratica, e include l'istituzione di reti di volontari civili per supportare le autorità, delle ricompense per gli informatori, e incentivi alle diserzioni dalle file della guerriglia.

### La smobilitazione dei paramilitari
Il governo comincia presto a intraprendere un processo di dialogo con i paramilitari delle AUC, che accolgono con favore la nuova Politica di Sicurezza Democratica.

Le AUC sono però attraversate in questo periodo da profonde spaccature interne. Da un lato il narcotraffico è diventato l'attività preponderante di molti dei gruppi che fanno parte dell'organizzazione, dall'altra l'inserimento del gruppo nella lista delle organizzazioni terroriste da parte di Stati Uniti e Unione europea impensierisce il leader storico Carlos Castaño, che intende perciò far intraprendere alla formazione un percorso di riemersione nella legalità, anche negoziando con gli USA. Questi progetti finiscono per isolarlo all'interno delle AUC, fino a portare alla sua esclusione.
Il 28 novembre 2002 i comandanti delle AUC Carlos Castaño Gil e Salvatore Mancuso annunciano l'inizio di una tregua unilaterale a partire dal 1º dicembre, giudicata dal governo prerequisito essenziale per l'avvio di negoziati. I due leader delle ACCU (la formazione dominante all'interno delle AUC) vengono presto imitate dal Bloque Central Bolívar e dalle altre principali formazioni paramilitari che costituiscono le AUC. Il Presidente crea allora il 23 dicembre una Commissione Esplorativa di Pace per avviare il dialogo con i paramilitari di destra.

Il 15 luglio del 2003 a Santa Fe de Ralito si giunge a un primo accordo, nel quale i paramilitari si impegnano a smobilitare i loro 15000 uomini fra la fine del 2003 e la fine del 2005, e il governo si impegna a facilitare tale processo creando "zone di concentrazione" con garanzie giuridiche e facilitando il reinserimento nella vita civile. La sorveglianza del processo è affidata all'OSA.

Un primo progetto di legge per formalizzare gli sconti di pena ai paramilitari smobilizzati, chiamato de Alternatividad penal viene ritirato a causa delle forti critiche subite sia dall'opposizione che da parte della maggioranza.

Negli ultimi mesi del 2003 iniziano le smobilitazioni dei primi blocchi delle AUC, fra cui quello guidato da Salvatore Mancuso.
Nonostante il cessate il fuoco almeno 2400 civili vengono uccisi da gruppi paramilitari fra il 2003 e il 2005. Alcuni boss del narcotraffico, inoltre, comprano blocchi interi di paramilitari, o mettono in piedi nuove formazioni, al solo scopo di presentarsi come leader paramilitari e poter così regolarizzare la propria posizione giuridica godendo dei benefici riservati ai criminali politici ed evitando la temuta estradizione. Gli Stati Uniti fanno pressioni sul governo condizionando i loro aiuti alla garanzia che i narcotrafficanti ricercati negli USA vengano estradati. Carlos Castaño sostiene la necessità per le AUC di recidere i legami col narcotraffico e tornare alla legalità, ma le resistenze sono tali che prima il gruppo gli revoca il ruolo di portavoce, e poi il suo stesso fratello Vicente ne ordina l'omicidio. La sua sparizione, in quanto comandante e principale portavoce delle AUC nelle negoziazioni, insieme alle violazioni del cessate il fuoco, porta a un irrigidimento dell'esecutivo, che nel 2004 porta avanti operazioni militari di smantellamento di gruppi paramilitari.
Il 13 maggio 2004 viene comunque firmato un nuovo accordo fra governo e AUC, stavolta rappresentate da Salvatore Mancuso, di nuovo a Santa Fe de Ralito. Il governo presenta al Congresso nel 2004 un secondo progetto di legge, chiamato Justicia y Reparación, che verrà approvato nel 2005. Include pene ridotte per una parte dei membri delle AUC e l'istituzione di un Tribunale di verità e giustizia per investigare sui crimini dei paramilitari. Viene criticata e qualificata come una legge di impunità dal New York Times, da organizzazioni per i diritti umani e dall'ONU.

Al termine del processo, a fronte dei circa 15000 effettivi attribuiti ai gruppi paramilitari prima dell'accordo, gli smobilizzati saranno circa 30000, alimentando il sospetto che molti criminali comuni abbiano approfittato della legge per godere degli sconti di pena ed evitare l'estradizione. Alcuni gruppi paramilitari invece si convertono in bande di criminali comuni dedite al narcotraffico, denominate dal governo bacrim.

### La spaccatura e l'eliminazione del cartello di Norte del Valle
Il cartello di Norte del Valle, la principale organizzazione del narcotraffico colombiano dopo la fine del cartello di Cali, è dilaniata a partire dal 2002 da conflitti interni, che vedono scontrarsi la fazione los Rastrojos, guidata da Diego León Montoya detto don Diego, con los Machos, guidati da Wilber Varela detto Jabón. I due gruppi cominciano a organizzarsi come veri eserciti, contendendosi il controllo del territorio e facendo oltre 1000 morti fra il 2003 e il 2004.

Los Rastrojos, alleati con le AUC, cercano di infiltrarsi nel processo di smobilitazione presentandosi col nome di Rondas Campesinas Populares, mentre los Machos cercano di trarre vantaggio da contatti con le forze armate.

A partire dal 2004 le autorità rispondono alle violenze aumentando la pressione sui due capi: Varela si rifugia in Venezuela, dove verrà ucciso dai rivali nel 2008, mentre Montoya, rimasto nel nord del Valle, viene arrestato nel 2007. La cattura di altri capi delle fazioni nello stesso periodo segna la fine del cartello di Norte del Valle.

### Indebolimento delle FARC e fallimento dell'accordo umanitario
Il Presidente Uribe, mentre dialoga con i paramilitari, porta avanti una lotta senza quartiere contro le FARC-EP, descritte da lui come una semplice banda di criminali. A tale scopo aumenta le spese militari, che arrivano nel 2007 a rappresentare il 6,3% del PIL, incrementa fortemente il numero di militari e migliora gli equipaggiamenti e l'aviazione. Le autorità colombiane sono supportate da circa 800 consiglieri militari americani e da un numero imprecisato di contractor.

Col diminuire di sequestri ed estorsioni, cresce la dipendenza della guerriglia dal narcotraffico per finanziarsi. Il governo prosegue perciò nell'opera di sradicamento delle coltivazioni illegali. Fin dall'insediamento di Uribe vengono poi portate avanti numerose operazioni militari per la liberazione di aree controllate dalle FARC.

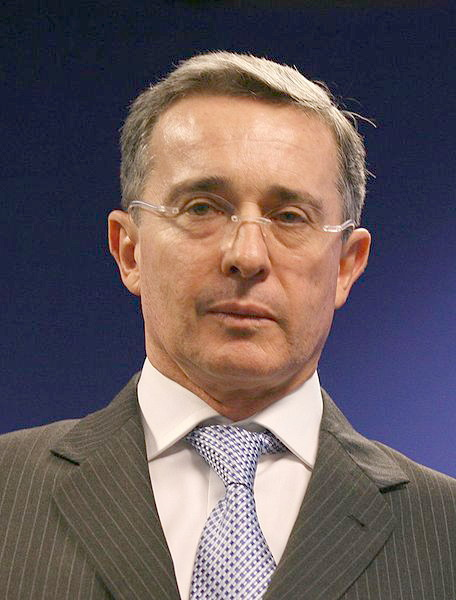
Álvaro Uribe, Presidente della Colombia dal 2002 al 2010. Durante la sua presidenza le formazioni paramilitari smobilitano e la guerriglia arretra.

Il 7 febbraio del 2003 esplode un'autobomba nel locale El Nogal, frequentato dall'alta società, uccidendo 36 civili. Il governo attribuisce la responsabilità dell'attentato alle FARC, che negano.

Il 13 febbraio in un'azione delle FARC vengono uccisi un sergente dell'esercito e un cittadino statunitense e vengono catturati tre contractor statunitensi, che rimarranno nelle mani della guerriglia per cinque anni. Quando il 5 maggio l'esercito cerca di liberare gli ostaggi, le FARC giustiziano altri dieci ostaggi (otto ufficiali e sottufficiali colombiani e due politici). Le FARC uccidono anche coltivatori di coca che lavorano per le AUC.

Il 1º giugno ha inizio l'Operazione Libertà I, che causa gravi perdite alle FARC e pone fine al loro proposito di convergere verso il centro del Paese e la capitale.

Il governo continua a trattare le FARC come un gruppo criminale: alla fine del 2004 fa estradare per narcotraffico dei membri dell'organizzazione, e insiste che non si parli più di "conflitto armato", ma di fenomeno "delinquenziale, narcotrafficante e terrorista".

D'altra parte, però, cerca di intavolare un dialogo con l'ELN. Nel giugno del 2004 il vicepresidente Francisco Santos incontra in carcere il leader del gruppo Francisco Galán per sondare la disponibilità del gruppo a cessare le ostilità. Nel settembre del 2005 Galán viene messo temporaneamente in libertà perché possa facilitare il dialogo. Il 16 dicembre hanno inizio all'Avana i negoziati fra il governo e l'ELN, la cui delegazione è guidata dal loro leader Antonio García. Il dialogo prosegue nel 2006, ma le divisioni interne dell'ELN impediscono che si arrivi a risultati concreti.
Nei primi anni della presidenza Uribe, la diminuzione del tasso di omicidi, il recupero dell'autorità sul territorio da parte dello Stato e la ritirata delle FARC da alcune zone vengono tutti visti come successi della Politica di Sicurezza Democratica del Presidente, sebbene almeno in parte dovuti alla smobilitazione dei paramilitari. Le FARC ripiegano verso le aree di confine col Venezuela e con l'Ecuador, che vengono usate come retrovie sicure. Fra il 2003 e il 2005 i guerriglieri uccisi sono più di 5000, quelli catturati oltre 18000 e quelli smobilitati circa 6000. Forze armate e polizia perdono invece circa 1900 uomini.

Le speranze di ricompense e promozioni legate al successo nella lotta alla guerriglia spingono membri delle forze armate ad assassinare civili innocenti presentandoli poi come guerriglieri armati. La scoperta di questa pratica dà luogo allo scandalo dei falsi positivi. Organizzazioni per i diritti umani sostengono che ci siano stati oltre 3000 omicidi di questo tipo.

Vengono poi imputati all'esercito massacri di civili e di poliziotti impegnati in operazioni antidroga, a causa di legami fra narcotrafficanti e settori dell'esercito.

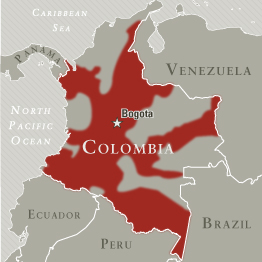
Aree di attività delle FARC.

Nel 2005 ha luogo l'ultima grande offensiva delle FARC-EP, che, in difficoltà nelle sue roccaforti storiche nel sud e nell'est del Paese, cerca di mostrare l'inefficacia della Politica di Sicurezza Democratica concentrando gli attacchi sui dipartimenti della costa pacifica, compresi fra il confine con l'Ecuador e quello con Panama, e sulla zona al confine col Venezuela. I guerriglieri vengono accusati di usare l'Ecuador come retrovia da cui lanciare attacchi, così da sfuggire alle forze armate colombiane.

Benché con 717 morti fra forze armate e polizia il 2005 terminasse come uno degli anni peggiori per le forze governative, la popolarità del Presidente Uribe non sembra risentirne. La politica aggressiva del governo prosegue praticamente immutata.
A settembre del 2005 Uribe avanza una proposta di dialogo con la guerriglia per la liberazione degli ostaggi nelle mani della guerriglia, che sono militari, poliziotti e politici, oltre a tre contractor statunitensi. Le condizioni del Presidente in relazione a questo "accordo umanitario" sono note da anni: tutti i 59 ostaggi devono essere liberati (senza quindi privilegiarne alcuni a scapito di altri) e nessuna zona può essere smilitarizzata come parte dell'accordo.

Il governo finisce comunque per accogliere la proposta formulata da Spagna, Francia e Svizzera che prevede lo scambio degli ostaggi con centinaia di guerriglieri incarcerati e il ritiro dell'esercito dall'area dove dovranno avvenire i negoziati, dove però non potranno restare neanche guerriglieri armati.

Tuttavia, all'inizio del 2006, quando l'accordo sembra vicino, la guerriglia mette improvvisamente fine al dialogo con lo Stato accusando il Presidente di volere solo sfruttare l'accordo a fini elettorali. La possibilità di portare a compimento l'accordo umanitario resta comunque viva nei mesi successivi, fino a quando a ottobre del 2006, in seguito a un attentato a Bogotà, il Presidente Uribe dichiara che l'unica via rimasta è la liberazione degli ostaggi per mano di forze armate e polizia.

### La rielezione di Uribe e il conflitto fra le guerriglie
Nel 2004, vista l'alta popolarità del Presidente in carica, la maggioranza presidenziale nel Congresso approva una modifica della Costituzione che consente la ricandidatura di Uribe alla presidenza. Alla fine del 2005 il consenso della corte costituzionale alla norma pone fine alle incertezze, e Uribe si ricandida ufficialmente, sostenuto dai suoi fedelissimi del Partido de la U, dal Partito Conservatore, dagli ex liberali di destra di Cambio Radical e da altri. Il Partito Liberale candida per la terza volta consecutiva Horacio Serpa, mentre Carlos Gaviria Díaz è il candidato del Polo Democratico Alternativo, coalizione formata da Polo Democrático Alternativo, dell'ex leader dell'M-19 Antonio Navarro Wolff, e Alternativa Democrática.
Nei primi mesi del 2006 la guerriglia cerca di screditare la Politica di Sicurezza Democratica di Uribe mostrandosi attiva, con numerosi attacchi. Questi attacchi, però, hanno l'effetto contrario sull'opinione pubblica, rendendo apparentemente inevitabile l'opzione militare.
Il 28 maggio 2006 Uribe viene rieletto Presidente al primo turno col 62% dei voti, mentre Carlos Gaviria Díaz arriva secondo con solo il 22% e il Partito Liberale si ferma addirittura sotto il 12%. Juan Manuel Santos viene nominato nuovo Ministro della Difesa.
Nel 2006 continuano operazioni militari e assalti della guerriglia, ma questa è sempre più debilitata da uccisioni, arresti e smobilitazioni dei suoi uomini e dalle difficoltà di finanziamento. Sebbene la sua capacità militare in questo periodo non risenta ancora sensibilmente di questi problemi, è l'inizio del declino.
La pressione militare sulla guerriglia crea tensioni fra FARC ed ELN, in lotta per gli stessi territori al confine col Venezuela e in disaccordo sul dialogo col governo che l'ELN porta avanti, seppure lentamente e senza risultati. Dopo un breve periodo di scontri nel 2000, il conflitto riprende più aspro a partire dal 2005.

Nel dipartimento di Arauca, sottoposto a una costante pressione dei militari e delle AUC, le FARC cercano di eliminare l'ELN per assumere il completo controllo del confine col Venezuela. Ha così inizio nella zona una campagna di imboscate, omicidi mirati e minacce contro civili legati all'una o all'altra formazione.

Nel dicembre del 2006 l'omicidio da parte dell'ELN di un capo locale delle FARC nell'ovest del Paese estende lo scontro ad altre zone, provocando circa 200 morti nei mesi successivi. L'ELN, che può contare solo su poche migliaia di uomini, finisce per coordinarsi con le forze armate e con bande criminali quali i narcos los Rastrojos allo scopo combattere le FARC, nemico comune. Riesce in questo modo a mantenere il controllo della sua roccaforte al confine col Venezuela.

Quando alla fine del 2008 termina definitivamente il dialogo fra governo ed ELN, le due organizzazioni guerrigliere riprendono i contatti, fino a formalizzare la cessazione delle ostilità nel dicembre del 2009.

### La crisi delle FARC
Durante il secondo mandato di Uribe (2006-2010) le FARC vedono diminuire il peso delle estorsioni come fonte di finanziamento e aumentare ulteriormente quello delle coltivazioni illegali, che arrivano a rappresentare oltre il 70% delle entrate. Tuttavia, a causa degli sradicamenti portati avanti dal governo e della perdita di territori, le entrate scendono considerevolmente, nonostante la lotta accanita che la formazione porta avanti per il controllo dei territori cruciali per il narcotraffico e nonostante l'eliminazione degli intermediari che consente alle FARC di negoziare direttamente le spedizioni.

Le operazioni militari del 2007 mostrano per la prima volta chiaramente l'indebolimento delle FARC, che perdono il controllo di molti territori e sono colpiti da un numero sempre maggiore di diserzioni, più ancora che di uccisioni. Nel 2007 i guerriglieri attivi nelle sue file sono circa 10000, contro i 20000 di appena cinque anni prima. Anche gli attacchi e i militari uccisi diminuiscono di numero.

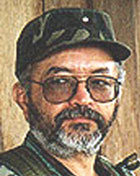
Raúl Reyes, portavoce delle FARC e fra i leader del Blocco Sud. La sua uccisione in territorio ecuadoriano da parte delle forze armate colombiane provoca una crisi diplomatica

Nel maggio del 2007, col supporto delle Forze di difesa israeliane, viene creata la Jefatura des Operaciones Especiales (JOEC), centro di coordinamento dell'intelligence incaricato di raccogliere ed elaborare le informazioni sui massimi capi della guerriglia. Nonostante i successi delle forze armate, infatti, il fatto che tutti i leader delle FARC siano ancora vivi e a piede libero è per il governo un insuccesso. Nei mesi successivi le forze armate individuano e uccidono diversi comandanti militari ed esponenti di rilievo del braccio politico delle FARC.
Il 1º marzo 2008 l'aviazione colombiana attacca, con l'Operazione Fenice un accampamento delle FARC situato in territorio ecuadoriano, a 1800 metri dal confine con la Colombia. Nell'attacco viene ucciso fra gli altri Raúl Reyes, uno dei principali comandanti delle FARC. Il successivo sbarco di truppe elitrasportate consente di recuperare non solo il corpo del guerrigliero, ma anche il suo computer, contenente una gran quantità di informazioni sensibili sulla guerriglia. Questi dati saranno al centro di numerose polemiche e accuse di manomissioni per fini politici.

L'uccisione di Raúl Reyes è la prima di uno dei massimi comandanti delle FARC, e rende Uribe ancora più popolare in patria. Tuttavia, l'attacco, essendo avvenuto in territorio ecuadoriano senza avvertire il governo del Paese, genera forti polemiche a livello internazionale, anche in considerazione del fatto che il Presidente dell'Ecuador Rafael Correa fa parte di un asse di governi latino-americani di sinistra radicale in netta contrapposizione con la linea filo-statunitense di Uribe. I governi venezuelano ed ecuadoriano reagiscono rompendo le relazioni diplomatiche con la Colombia e schierando l'esercito nelle aree di confine.
Il 3 marzo anche Iván Ríos, altro comandante di primo piano delle FARC, viene ucciso dal suo responsabile per la sicurezza, che gli taglia poi la mano come prova da presentare alle autorità per ottenere la relativa ricompensa.

Fra il 16 febbraio e il 10 aprile le forze armate portano avanti un'ampia offensiva nell'area dove si trovano il fondatore e comandante storico delle FARC Manuel Marulanda (detto anche Tirofijo) e il comandante militare Mono Jojoy, che però riescono a mettersi in salvo.

Tuttavia, dopo oltre cinquant'anni passati alla guida della guerriglia, il 26 marzo Manuel Marulanda muore di cause naturali. Gli succede come leader delle FARC Alfonso Cano.

Il 2 luglio militari colombiani liberano 15 ostaggi senza sparare un colpo, nel corso di una finta missione umanitaria. Fra i 15 liberati ci sono i tre contractor americani rapiti nel 2003 e Íngrid Betancourt, ex candidata alla presidenza dalla doppia nazionalità franco-colombiana rapita nel 2002, l'ostaggio più famoso delle FARC. Sebbene i leader di tutto il mondo si complimentino col Presidente Uribe per l'operazione, fanno discutere l'utilizzo del simbolo della Croce Rossa per trarre in inganno i guerriglieri (pratica vietata dalla Convenzione di Ginevra e le voci che descrivono l'operazione come una messa in scena volta a coprire il pagamento di un riscatto.
Il 2008 diventa così l'annus horribilis delle FARC, con le morti del loro fondatore e di due leader di primo piano, la liberazione dei quattro ostaggi più importanti e una significativa perdita di controllo sul terreno. Simmetricamente, la popolarità di Uribe raggiunge in questo momento il suo massimo: durante la sua presidenza gli omicidi sono quasi dimezzati, i sequestri sono passati da più di 1700 all'anno a meno di 200 e circa 45000 irregolari hanno deposto le armi.

A settembre lo scoppio dello scandalo dei falsi positivi genera forti polemiche in tutto il Paese.

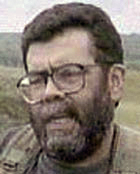
Alfonso Cano. Diventa comandante delle FARC dopo la morte di Manuel Marulanda nel 2008.

### La nascita delle bacrim
Con la smobilitazione delle AUC completata nel 2006, cominciano a nascere gruppi criminali formati da ex paramilitari che assumono il controllo delle attività illegali prima controllate da quelle formazioni, quali il narcotraffico, le estorsioni e l'attività estrattiva illegale. Questi nuovi gruppi vengono denominati bacrim (da "bandas criminales emergentes").

Una delle principali bacrim viene creata da Vicente Castaño, fratello del defunto leader delle AUC Carlos Castaño e comandante paramilitare fra i più radicali. Questi, abbandonato il processo di pace sostenendo che un processo politico non debba prevedere processi giuridici, torna in clandestinità e richiama alle armi i suoi uomini. Nascono così le Águilas Negras (Aquile Nere), una federazione di formazioni neo-paramilitari.

Le Águilas Negras entrano però presto in conflitto con altre bande per il controllo del territorio e lo stesso Vicente Castaño viene ucciso da membri della banda rivale Oficina de Envigado nel marzo del 2007. Il progetto di ricostruire un'organizzazione paramilitare su scala nazionale fallisce dunque molto in fretta, ma molte delle formazioni che avevano composto le Águilas Negras continuano a operare.

Fra le altre bacrim di rilievo intorno al 2007 ci sono i gruppi narcotrafficanti los Rastrojos e los Machos, eredi del defunto cartello di Norte del Valle.
A partire dal maggio del 2008 il governo, contestando a numerosi ex comandanti paramilitari smobilitati di aver continuato a gestire dal carcere le loro attività criminali, comincia ad autorizzarne l'estradizione verso gli Stati Uniti, esplicitamente esclusa dall'accordo di smobilitazione. Fra i paramilitari estradati c'è Salvatore Mancuso, che era stato uno dei principali leader delle AUC.
L'azione del governo porta alla liquidazione di molte bacrim, però con l'effetto collaterale di rafforzare le poche rimaste.

Los Rastrojos, inizialmente guidati da Wilber Varela (poi ucciso da un suo luogotenente nel 2008), controllano le attività lungo la costa del Pacifico, scontrandosi perciò con le FARC, ugualmente attive nella zona.

Los Urabeños (così noti perché attivi soprattutto nella zona di Urabá) sono gli eredi più diretti delle Águilas Negras. Dopo la morte di Vicente Castaño Daniel Rendón Herrera, detto Don Mario, riunisce i comandanti della vecchia formazione per creare un gruppo inizialmente chiamato Bloque Héroes de Castaño, e poi, dal 2008, Autodefensas Gaitanistas de Colombia (AGC). Danno inizio a una guerra per il controllo del Golfo di Urabá contro le bande rivali Oficina de Envigado e los Paisas, provocando circa 3000 morti in tre anni e uscendone vincitori. Dopo la cattura di don Mario il 15 aprile 2009 a guidarli sono i fratelli Úsuga. La banda è anche nota come Clan Úsuga o Clan del Golfo.

Nell'est del Paese, al confine col Venezuela, nasce invece l'Ejército Revolucionario Popular Antisubversivo de Colombia (ERPAC) guidato dal boss del narcotraffico Daniel Barrera Barrera, le cui guerre contro altri gruppi criminali locali causano centinaia di morti.

## 2010-presente: l'accordo di pace con le FARC

### Il dialogo con le FARC
Bocciato dalla corte costituzionale il progetto di modifica della Costituzione orientato a consentire un terzo mandato di Uribe, il Partido de la U sceglie come proprio candidato per le elezioni presidenziali del 2010 il Ministro della Difesa Juan Manuel Santos. Santos vince al secondo turno col 69% dei voti contro il candidato del Partito Verde Antanas Mockus.

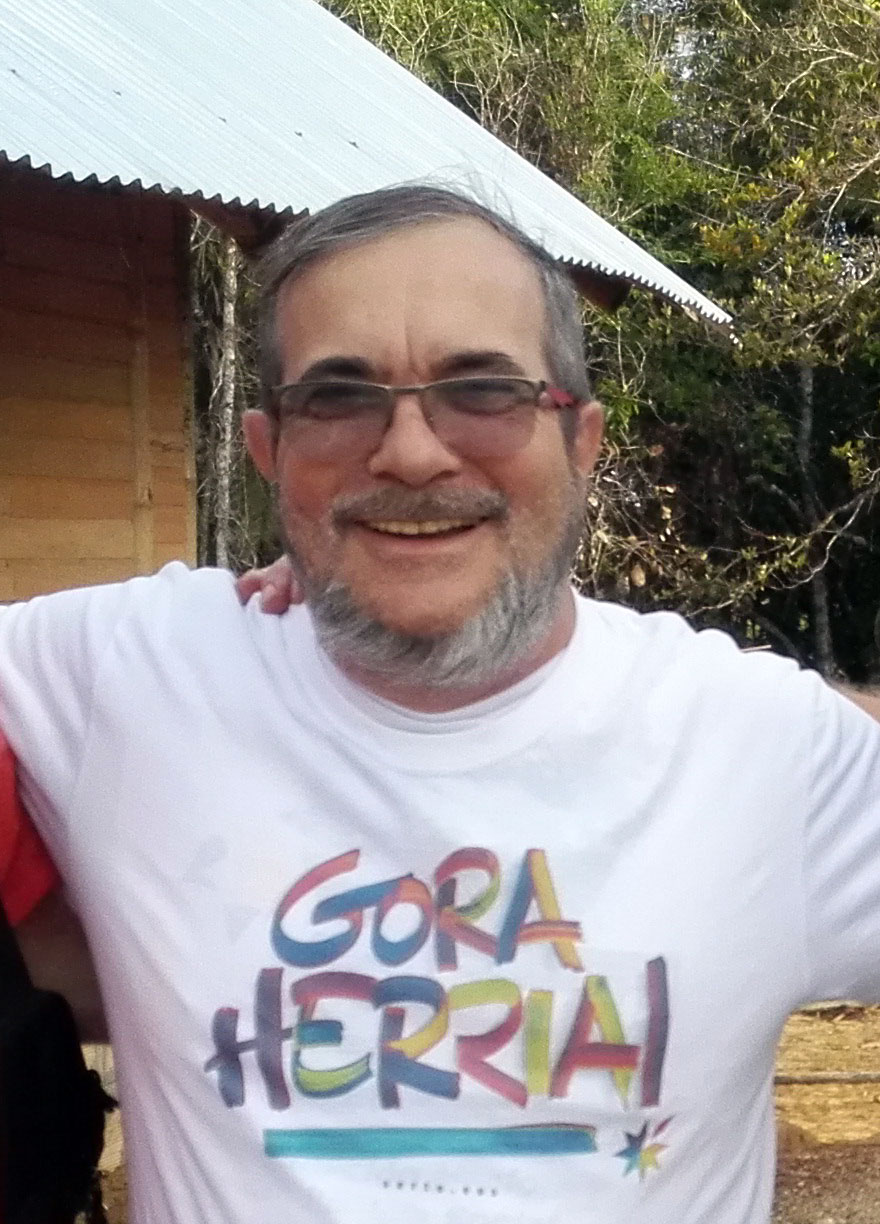
Timoleón Jiménez, noto anche come Timochenko. Comandante delle FARC dal 2011, guida i negoziati che portano agli accordi di pace del 2016

Le FARC subiscono ben presto altri due duri colpi: nel settembre del 2010 nel corso dell'Operazione Sodoma muore Mono Jojoy, comandante del potente Blocco Orientale e da tempo uno dei massimi leader dell'organizzazione. Il 4 novembre del 2011, nel corso dell'Operazione Odiseo, muore invece Alfonso Cano, che aveva assunto le redini delle FARC dopo la morte di Manuel Marulanda nel 2008. Gli succede Timoleón Jiménez, anche noto come Timochenko. Perciò nell'arco di tre anni la guerriglia è stata decapitata, perdendo ben quattro dei suoi massimi comandanti. Le FARC non hanno più la forza per reagire con vigore a questi colpi, e si limitano a imboscate e attentati minori.

Iniziano nel 2011 colloqui esplorativi segreti col governo, che vengono resi pubblici solo nel settembre 2012, quando cominciano le trattative di pace ufficiali a Cuba, pur senza allentare la pressione militare sulla guerriglia. Appena la notizia si diffonde anche l'ELN dichiara il proprio interesse a partecipare a colloqui di pace.

La delegazione delle FARC è guidata da Ivan Márquez, quella governativa dall'ex Presidente liberale Humberto de la Calle. I principali punti oggetto di negoziazione riguardano:
- l'autonomia e la politica di sviluppo delle aree rurali
- la libera partecipazione alla vita politica del Paese di ex guerriglieri e comandanti delle FARC
- la cessazione delle ostilità
- la regolamentazione degli sradicamenti delle coltivazioni illegali
- l'istituzione di una commissione per indagare sui crimini commessi nel corso del conflitto
- il meccanismo di approvazione dell'accordo

Il principale oppositore dei negoziati è l'ex Presidente e mentore del Presidente Santos Álvaro Uribe, che, uscito dal Partido de la U di cui era stato il fulcro, fonda all'inizio del 2013 il partito di destra Centro Democratico, contrario al processo di pace.

Alle elezioni presidenziali del 2014 il Centro Democratico candida Óscar Iván Zuluaga, mentre il Partido de la U, insieme a Cambio Radical e al Partito Liberale sostiene la rielezione di Santos. Zuluaga arriva in testa al primo turno, ma Santos vince al ballottaggio con uno scarto del 5%.

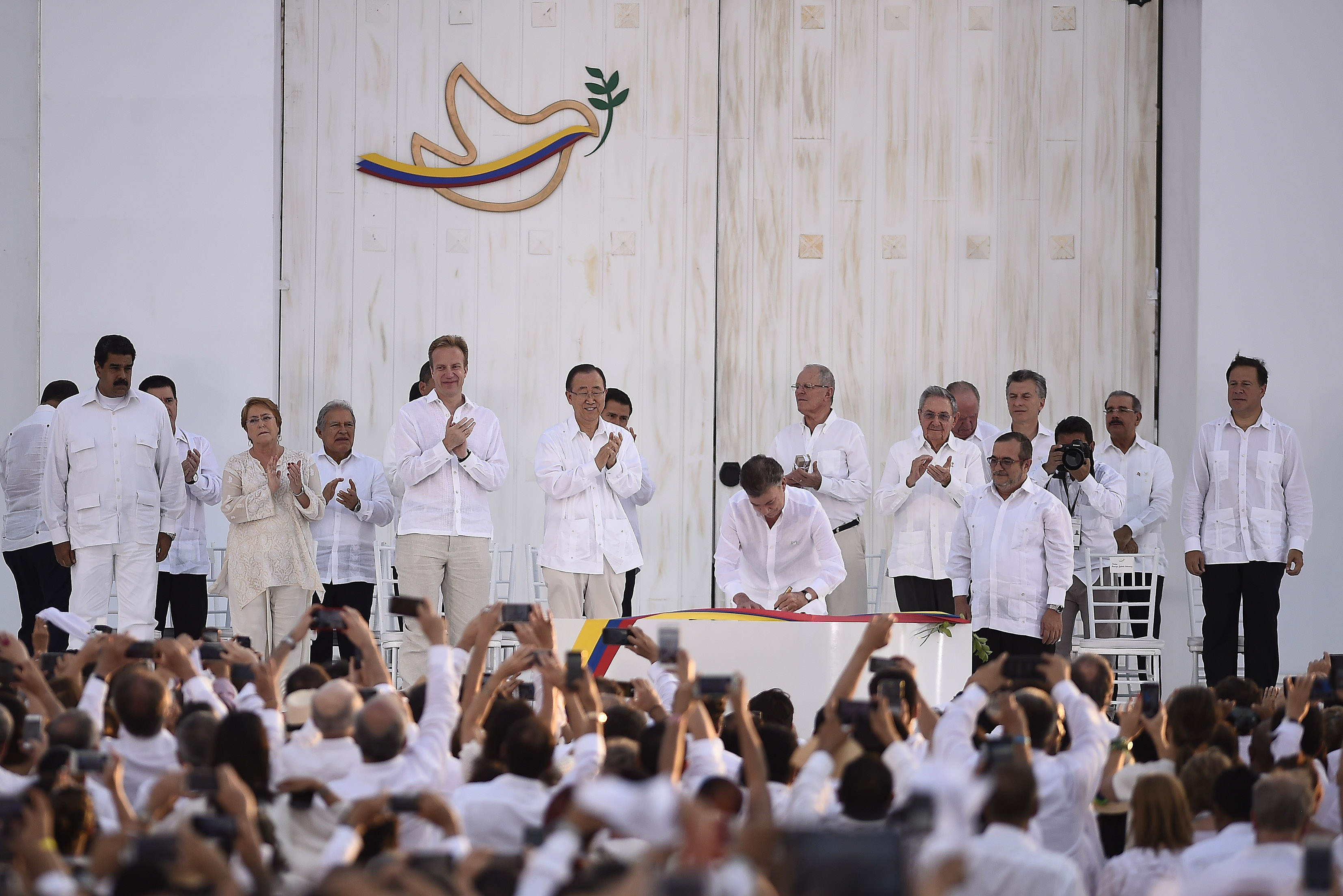
Il Presidente colombiano Juan Manuel Santos firma all'Avana l'accordo di pace con le FARC-EP. Più a destra il comandante delle Timoleón Jiménez. Fra i due il Presidente cubano Raúl Castro, mediatore dell'accordo.

### Gli accordi di pace con le FARC del 2016
Il 23 giugno 2016, dopo quattro anni di negoziazioni e 50 anni di ostilità, il governo colombiano e la delegazione delle FARC, raggiunta una sintesi su tutti i punti in discussione, stipulano all'Avana un accordo definitivo per la cessazione delle ostilità, in presenza del Presidente cubano Raúl Castro e del Segretario Generale delle Nazioni Unite Ban Ki-moon.

Dopo alcuni altri mesi di negoziati, raggiunta una sintesi su tutti i punti in discussione, il 26 settembre vengono firmati gli Accordi dell'Avana a Cartagena de Indias. La loro approvazione definitiva è però subordinata al risultato di un referendum da tenersi pochi giorni dopo, il 2 ottobre.

Risultati del referendum sull'accordo di pace. In verde i municipi dove hanno prevalso i voti a favore, in rosso quelli dove hanno prevalso i voti contrari

Il 2 ottobre il referendum sull'accordo di pace vede la vittoria dei contrari all'accordo, capitanati dall'ex presidente Uribe, per circa 56000 voti, corrispondenti a meno dello 0,5% del totale. Ciò nonostante pochi giorni dopo il Comitato per il Nobel annuncia che Santos è il vincitore del Premio Nobel per la pace del 2016, come ricompensa per gli sforzi fatti per raggiungere la fine del conflitto.
Il governo avvia allora un dialogo con i partigiani del "no", e in particolare col partito Centro Democratico, per modificare gli accordi col consenso delle FARC. Il 12 novembre si raggiunge un nuovo accordo che incorpora le obiezioni dei sostenitori del "no", e il 24 novembre vengono firmati a Bogotà gli accordi del Teatro Colón.

Sebbene una parte del Centro Democratico chieda di sottoporre nuovamente a referendum i nuovi accordi, il governo preferisce farli approvare solo al Congresso. In seguito all'approvazione del Congresso ha inizio il 1º dicembre 2016 la smobilitazione delle FARC e la consegna all'ONU delle loro armi, da svolgersi nell'arco di 180 giorni.

### I negoziati di pace con l'ELN del 2017
Nel 2014 ha inizio la fase esplorativa dei colloqui di pace con l'ELN, che viene resa pubblica sono nel marzo 2016, quando viene annunciato per il mese di maggio l'inizio di negoziati pubblici, con sei Paesi a fare da garanti: Ecuador, Venezuela, Messico, Brasile, Cile e Norvegia. Sebbene, al contrario di quanto avvenuto alle FARC negli anni precedenti, lo stato maggiore dell'ELN non abbia subito colpi particolarmente duri, è comunque considerata più debole e meno pericolosa, potendo contare solo su circa 2000 uomini. Il governo dichiara che le negoziazioni inizieranno senza prima un cessate il fuoco. Ad aprile assalti e sequestri da parte dell'ELN spingono il governo ad annullare l'inizio dei negoziati. Si dichiara poi che il dialogo potrà iniziare solo quando la guerriglia libererà il controverso ex parlamentare Odin Sánchez Montes de Oca, rapito ad aprile. La guerriglia chiede in cambio la liberazione di due suoi membri. Il 2 febbraio 2017 sia l'ostaggio che i guerriglieri vengono liberati, e il 7 febbraio hanno inizio a Quito i negoziati di pace.

### La lotta alle bacrim e la campagna di Catatumbo
Sul fronte della lotta alle bacrim legate al narcotraffico, nel 2012 l'uccisione di uno dei capi del gruppo criminale più potente del Paese, il clan del Golfo, scatena una vendetta dell'organizzazione che dà inizio a una serie di attentati contro poliziotti, offrendo ricompense a chi uccida esponenti delle forze dell'ordine. Nel 2016 il gruppo reagisce alla stessa maniera a un'operazione della polizia che mira a catturare il loro capo Dairo Úsuga. Intanto nel 2012 vengono arrestati i tre boss del narcotraffico più importanti del Paese: i fratelli Comba  Luis Enrique Calle Serna e Javier Antonio Calle Serna, leader della banda los Rastrojos, e Daniel Barrera Barrera, leader della banda ERPAC, che viene arrestato in Venezuela.

Nel 2016 alcune bacrim, fra cui il clan del Golfo, cercano di avviare un dialogo di pace col governo simile a quello intrapreso dalle FARC, ma il governo rifiuta sostenendo che le bacrim sono gruppi criminali senza statuto politico.